# José Ignacio Rucci
José Ignacio Rucci (Alcorta, Santa Fe, 15 de marzo de 1924 – Buenos Aires, 25 de septiembre de 1973) fue un dirigente sindical argentino de la Unión Obrera Metalúrgica (UOM), que se desempeñó como secretario general de la Confederación General del Trabajo de la República Argentina (CGT) entre 1970 y 1973. Lideró la fundación de las 62 Organizaciones Peronistas en 1957. Muy cercano a Juan Domingo Perón, desempeñó un papel central en su retorno a la Argentina luego de 18 años de exilio y representó al movimiento obrero en el Pacto Social de 1973. Fue asesinado en 1973 en un atentado nunca esclarecido, cuya autoría fue reconocida por Montoneros en 1975.

## Primeros años
José Ignacio Rucci nació el 15 de marzo de 1924 en el pueblo de Alcorta, localidad del departamento Constitución, en la provincia argentina de Santa Fe. Su padre, José Rucci, era oriundo del poblado italiano de Atessa, en la región de los Abruzos, mientras que su madre, Ermelinda Galzuta, oriunda de Alcorta, era descendiente de campesinos argentinos desde tiempos inmemoriales. Su padre fue secretario general del centro de estibadores de Alcorta.
Su infancia transcurrió trasladándose entre distintas estancias santafesinas y cordobesas y Alcorta, debido al empleo de su padre como trabajador rural, en las que José Ignacio también trabajó desde niño. Realizó sus estudios primarios en las escuelas públicas de Llambi Campbell y Alcorta, donde cursó hasta quinto grado.
Cuando aún era adolescente, su padre abandonó a la familia y él migró con su madre hacia la ciudad de Rosario. Luego de varios años de alternar en empleos precarios, en 1942 migró a Buenos Aires, que por entonces atraía gran cantidad de jóvenes migrantes del interior, debido a la gran cantidad de industrias que se estaban instalando.
Ya en Buenos Aires se instaló en una pensión en la que vivían muchos rosarinos, en el barrio de Boedo, haciéndose hincha del club San Lorenzo de Almagro. Su primer trabajo en la ciudad fue de lavacopas en una cadena de confiterías que se llamaba La Cosechera, en la calle Pedernera y Rivadavia. Trabajó también en la fábrica de gaseosas Bilz en Palermo, y una confitería ubicada en Cabildo y Juramento, donde fue mozo, ayudante de cajero y sereno. En este último empleo se encontraba el 17 de octubre de 1945; Rucci, como otros millares de trabajadores y trabajadoras se hizo presente en la plaza de Mayo para reclamar por la libertad del general Juan Domingo Perón, razón por la cual fue despedido.
Ingresó entonces a trabajar en la importante fábrica de automotores Hispano-Argentina, en su planta de Caballito, donde "duró poco". Allí conoció como compañero de trabajo a Hilario Salvo, que poco después sería uno de los líderes de la recién creada Unión Obrera Metalúrgica y a Adelino Romero.
En 1947 empieza a trabajar en la fábrica de artículos electrodomésticos Alejandro Ubertini, una pyme ubicada en las calles Constitución y La Rioja (barrio San Cristóbal), donde actúa como delegado de hecho. Su despido desencadena una huelga de siete meses reclamando su recontratación. A raíz de su desempeño, lo llaman desde la Unión Obrera Metalúrgica para integrar la paritaria obrero-patronal, momento que él mismo consideraba como el de inicio de su carrera sindical.

## Inicios en la militancia sindical
En 1952 fue despedido de la empresa como represalia por encabezar los reclamos del personal durante la crisis de ese año. Ese mismo año conoció a Nélida Blanca Vaglio, delegada de las obreras de la empresa fabricante de radios Radio Serra, con quien se casaría en 1957.
Simultáneamente ingresó a trabajar en la Compañía de Talleres Industriales de Transportes y Afines (CATITA), una empresa metalúrgica líder ubicada en Cepita 320 del barrio de Barracas, donde fue elegido delegado de personal y miembro de la comisión interna en 1954. Contaba entonces con 30 años. En la UOM se vinculó con Ángel Perelman (quien lideraba la comisión interna de CATITA) que fue su mentor político esos primeros años. Perelman integraba el grupo socialista de origen troskista de Jorge Abelardo Ramos que habían fundado la UOM diez años antes. 
En julio de 1955, Augusto Timoteo Vandor (1923-1969), delegado de Philips, también con vínculos con la corriente trotskista, fue elegido secretario general de la Seccional Capital, con apenas 32 años, a propuesta de Paulino Niembro (1924-1983), otro joven de su misma generación. Desde ese momento Rucci se ubicaría bajo la conducción de Vandor, figura sindical clave que en la siguiente década y media se destacaría en la Resistencia Peronista y en la conducción de la UOM, y desde allí en la CGT y el peronismo.
En 1954 se realizó el Censo Industrial. En una década la rama metalúrgica había pasado de ser el 13,3 % del sector industrial, para ser el 20 %. La UOM había pasado de 6000 a 200.000 afiliados, reemplazando a la Unión Ferroviaria, como el sindicato más poderoso de la CGT.

## El golpe de Estado antiperonista de 1955
El golpe de Estado antiperonista de 1955 y la instalación de la dictadura militar autodenominada Revolución Libertadora cambió completamente la situación. Perón debió partir al exilio y fue proscripto, el peronismo fue prohibido, los sindicatos fueron intervenidos y los dirigentes peronistas (y comunistas) fueron perseguidos.
En ese contexto represivo, bajo la conducción de Perón a través de comandos ubicados en países limítrofes, surgió la Resistencia Peronista. Vandor y, bajo su liderazgo, Rucci, se integraron de inmediato a los comandos, colocando bombas, armando emisoras clandestinas y reorganizando los sindicatos desde las bases. En diciembre de 1955 Rucci comandó una exitosa huelga en CATITA exigiendo la reincorporación de varios delegados despedidos.
En los meses finales de 1956 la situación salarial era acuciante: la inflación fue de 12,3% en 1955 y 13,4% en 1956, mientras que los salarios habían quedado retrasados. Ante la dureza patronal, el 16 de noviembre y a pesar de que el sindicato se hallaba intervenido por los militares, el Plenario de Delegados declaró una huelga general por tiempo indeterminado. La huelga, realizada pocos meses después del levantamiento de Valle y los fusilamientos con los que fue reprimido, se extendió hasta el 26 de diciembre y se enmarcó en los planes insurreccionales de Perón. Fue reprimida con miles de trabajadores despedidos y cientos de detenidos, marcó el momento de consolidación de Vandor en la UOM, y con él de una nueva generación jóvenes sindicalistas peronistas como Rucci, formados al calor de la lucha contra las dictaduras, las represiones y las persecuciones.

## Las 62 Organizaciones y la Falda
Con el fin de controlar a los sindicatos la dictadura de Aramburu convocó un Congreso Extraordinario de delegados sindicales para normalizar la CGT, a iniciarse el 26 de agosto de 1957. El gobierno militar hacía dos años que tenía intervenidos los sindicatos, mientras perseguía a los peronistas y manipulaba las elecciones, de tal modo que confiaba controlar el Congreso y hacer elegir una conducción adicta.
Rucci había sido elegido congresal de la UOM y fue uno de los designados por el grupo peronista para identificar los representaciones peronistas y entablar alianzas con los comunistas, radicales frondizistas e independientes. El ascenso de Rucci en la consideración de la militancia sindical quedó en evidencia durante las sesiones, en las que tanto él como Eleuterio Cardozo se destacaron por sus discursos reivindicando los logros alcanzados en los años del peronismo.
Los peronistas y sus aliados sorprendieron a la dictadura y en la reunión del 3 de septiembre obtuvieron la mayoría en la votación sobre poderes, rechazando los "padrones inflados" de las "sindicatos democráticos" apoyados por los militares.
Al quedar en minoría, los sindicatos apoyados por la dictadura se retiraron del Congreso haciéndolo fracasar. Ante esa situación los sindicatos mayoritarios se trasladaron al Sindicato de la Sanidad (Saavedra 159) para crear un nuevo agrupamiento sindical: las 62 Organizaciones. Rucci, Eleuterio Cardozo (carne) y Jorge Álvarez (sanidad) fueron designados para presidir las deliberaciones. Inicialmente las 62 Organizaciones fueron una alianza de peronistas y comunistas. Poco después después los comunistas se retiraron para formar el Movimiento de Unidad y Coordinación Sindical (MUCS) y las 62 Organizaciones pasaron a ser la institucionalización de la rama sindical peronista.
El 15 de noviembre de 1957 la dictadura Aramburu llamó a elecciones generales para el 1 de mayo de 1958, prohibiendo la participación de Perón y el peronismo. Poco antes se habían realizado Elecciones para constituyentes en las que tres grandes fuerzas se habían manifestado: el peronismo prohibido votando en blanco, los radicales de Balbín identificados con la "Revolución Libertadora" (UCRP), y los radicales de Frondizi (UCRI), críticos de la Revolución Libertadora. El peronismo por su parte se preparaba desde el máximo nivel para convocar a una insurrección popular desencadenada a partir de una huelga general.
A fines de noviembre encabeza con Eleuterio Cardozo la delegación de las recién constituidas 62 Organizaciones que recibió el histórico Programa de La Falda aprobado por el Plenario de Delegaciones Regionales de la CGT reunido en esa ciudad cordobesa.
El 10 de diciembre fue uno de los oradores (junto a Haydeé Calvo y Eleuterio Cardozo) en el multitudinario acto de las 62 Organizaciones en el Luna Park, donde criticó duramente a la dictadura gobernante, reivindico a Perón y anuncia que "en cualquier momento puede iniciarse la lucha que lleve a la huelga general". El acto fue violentamente disuelto por la policía, mientras que Rucci y los demás oradores fueron detenidos imputados del delito de "apología del tirano prófugo". La revista Periscopio relató en la crónica del acto que:

Ni los gases, ni la marcha peronista, excitaron al público como la actitud de los dos oradores designados: Eleuterio Cardoso y José Rucci, quienes se envolvieron en sendas banderas argentinas y enfrentaron a los agentes.

El 28 de diciembre fue designado por Perón como uno de los miembros suplentes del Comité Táctico Peronista en la clandestinidad, inmediatamente bajo las órdenes del Comando Superior, encabezado por Perón. Pero ya para entonces, Perón había iniciado conversaciones con Frondizi para llegar a un pacto que le permitiera al líder radical sumar los votos peronistas para ganar las elecciones presidenciales, a cambio de cesar las persecuciones contra el peronismo.

## Durante el frondizismo y el gobierno de Illia
En las elecciones presidenciales de 1958 ganó Frondizi con el voto peronista acordado con Perón. Ante el compromiso de Frondizi de terminar con las persecuciones y convocar a elecciones libres, el peronismo se concentró en hacerse fuerte en los sindicatos y prepararse para las elecciones legislativas y a gobernador de las provincias de 1962.
En diciembre de 1958 se realizaron elecciones en la UOM que ganó la lista Azul, encabezada por Avelino Fernández. Fernández a su vez cedió su cargo de secretario general a Vandor (que había sido inhabilitado por aplicación de las leyes antiperonistas) y él asumió la secretaría administrativa. Rucci apoyó la lista Azul y en las elecciones sindicales de 1960 sería elegido secretario de Prensa de la seccional Capital.
Frondizi no cumplió con su compromiso de terminar con la prohibición del peronismo y agravó las persecuciones contra los opositores estableciendo el Plan Conintes, un régimen  represivo que desconocía las garantías constitucionales del Estado de derecho, que ha sido considerado un antecedente del terrorismo sistemático de Estado en Argentina.
Rucci sería encarcelado dos veces por el gobierno de Frondizi y debido a ello fue despedido en 1960 de su trabajo en CATITA.
Pese a las persecuciones el peronismo ganó las elecciones intermedias de 1962, dejando en evidencia que los mecanismos que buscaban "desperonizar" a la población estaban fracasando. El triunfo peronista provocó un nuevo golpe de Estado cívico-militar esta vez contra Frondizi, que también fue encarcelado y proscripto. Con el peronismo y el frondizismo prohibidos se realizaron nuevas elecciones en 1963 que ganó Arturo Illia, candidato del ala más antiperonista del radicalismo.
El peronismo desconoció la legitimidad del gobierno y presionó política y sindicalmente para obligar al gobierno a volver a un régimen democrático.
Por entonces la UOM, bajo la conducción de Vandor, se había convertido en el sindicato de mayor poder. Perón por su parte decidió volver al país en 1964, con vistas a las elecciones presidenciales de 1967 que se presentaban ampliamente favorables a un triunfo peronista. Pero el retorno de Perón al país fue prohibido por Illia quien, con la complicidad de la dictadura gobernante en Brasil, hizo detener a Perón para enviarlo nuevamente a España.
El fracaso de la "Operación Retorno" de Perón llevó a Vandor a liderar una corriente de "peronismo sin Perón", que prescindiera del liderazgo del fundador del movimiento. Perón consideró entonces que Vandor era "el enemigo principal" y se movió para neutralizar la intención del líder metalúrgico. En la misma época Rucci comenzó a tomar distancia de Vandor y se enrola decididamente entre quienes reconocían la conducción de Perón y asumían como objetivo estratégico principal, tanto para el peronismo como para el movimiento obrero, el regreso de Perón al país.
En 1965 Vandor separó a Rucci de su cargo como secretario de Prensa de la seccional Capital, como consecuencia de una denuncia contra el secretario adjunto. Rucci, profundamente disgustado, renunció al sindicato, vendió su casa y se dispuso a trabajar como taxista. Vandor entonces le propuso ser interventor de la alejada seccional de Comodoro Rivadavia, en la Patagonia. Rucci aceptó el nombramiento a desgano, cuando un hecho fortuito cambió su situación: un serio conflicto interno en la seccional de San Nicolás hizo que Vandor tuviera que intervenir la seccional. Vandor le ofrece entonces incorporarse a la intervención, como "colaborador". Transcurría el mes de agosto de 1965.

## San Nicolás
Como colaborador de la intervención de la seccional de la UOM de San Nicolás dispuesta por Vandor, Rucci se instala en agosto de 1965 en la ciudad, de lunes a viernes, viviendo en el hotel Yaguarón primero y en el hotel Tony, después.
San Nicolás era un polo industrial desde la década de 1940, pero la fundación de SOMISA (Sociedad Mixta Siderúrgica Sociedad Anónima) por el general Manuel Savio en 1940 y sobre todo la construcción del primer alto horno en 1960 y el inicio de la producción al año siguiente, con más de 8.000 trabajadores, hicieron de la ciudad un punto estratégico de la industria argentina y en especial del sector metalúrgico.
Durante varios años Rucci se dedicó a organizar la seccional, aumentando la afiliación (cuando llegó solo el 1% del personal de las fábricas metalúrgicas de la zona estaban afiliados), a formar cuadros sindicales y a crear una estructura orgánica. Su primer logro fue ganar la Comisión Interna de Somisa.
En 1966 la dictadura de Onganía suspendió durante varios meses la personería de la UOM, congeló sus fondos y despidió a 600/700 obreros de SOMISA, incluyendo a toda la Comisión Interna. Rucci dejó de percibir su salario y fue sostenido por amigos de su militancia peronista. Para contrarrestar la medida organizó un "Congreso de Delegados".
Poco después, Rucci logró acordar con SOMISA el nomenclador de categorías para el personal siderúrgico y demandó a la empresa para que reconociera la antigüedad del personal desde que cada trabajador comenzó a trabajar para la empresa en la construcción de la misma.
El 29 de mayo de 1969 Vandor fue asesinado por un comando que luego se integraría a Montoneros, un grupo guerrillero peronista y católico que recién aparecería al año siguiente al secuestrar y asesinar al exdictador antiperonista Pedro Eugenio Aramburu. La UOM quedó entonces al mando de Lorenzo Miguel, quien en enero de 1970 venció en las elecciones a Avelino Fernández.
Rucci decidió entonces disputar la conducción de la seccional San Nicolás. Para ello consiguió empleo en la empresa Protto Hermanos, que aceptó concederle poco tiempo después licencia gremial sin goce de sueldo. Con el apoyo de Lorenzo Miguel, en marzo de 1970 la lista Azul de Rucci se presentó como única, proclamándose ganadora. Su adjunto fue Naldo Brunelli.
Dos meses después el asesinato de Aramburu desencadenó la caída de Onganía y la apertura de un complejo proceso de "apertura política". El experimento de las Fuerzas Armadas de suprimir la política y establecer una dictadura permanente en el marco de la Doctrina de la Seguridad Nacional, como estrategia de Estados Unidos en la Guerra Fría contra la Unión Soviética, había derivado en un estado de insurrección generalizada, con decenas de puebladas y el surgimiento de organizaciones guerrilleras peronistas y marxistas.
Rucci habrá de jugar un papel protagónico en los sucesos históricos de Argentina, en los siguientes tres años.

## Secretario general de la CGT (primer mandato)

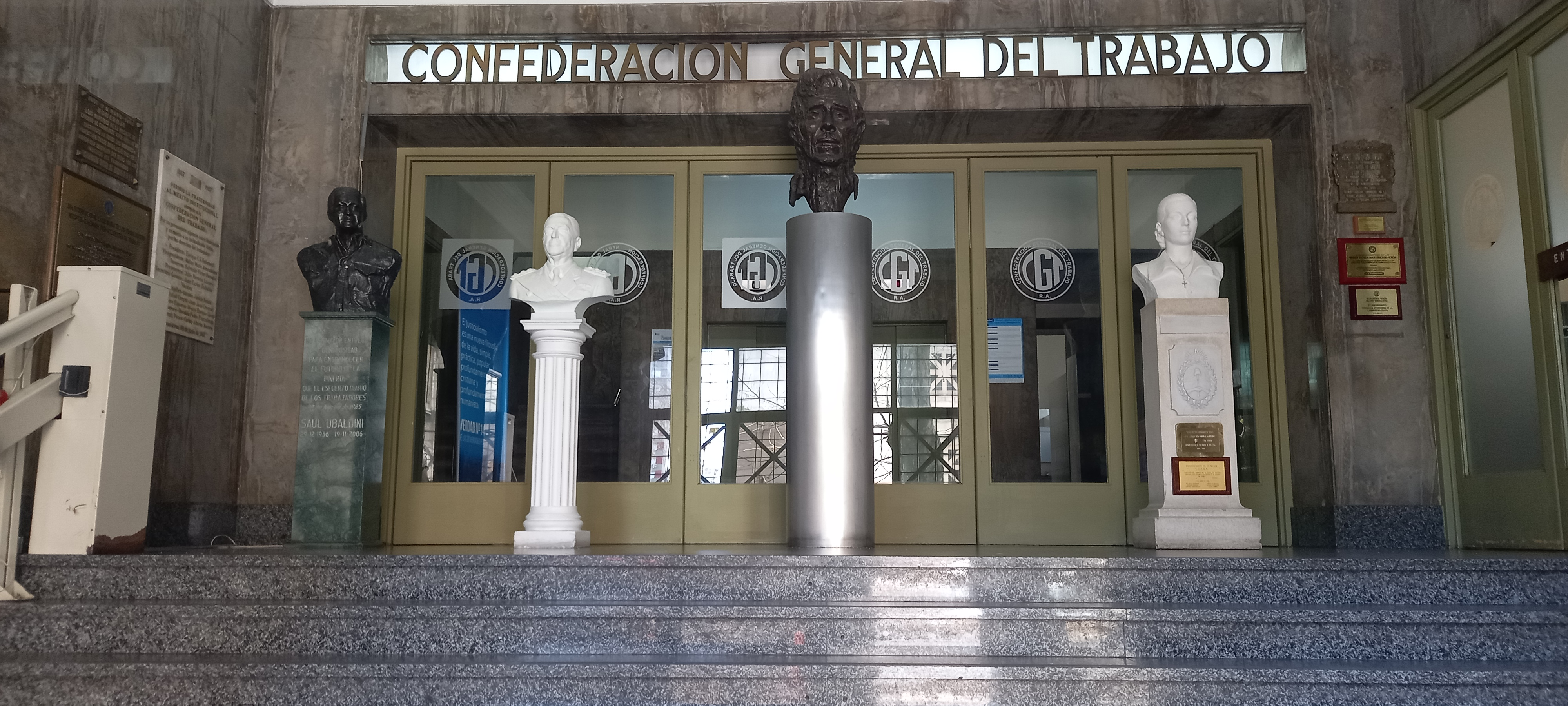
Ingreso al edificio de la Confederación General del Trabajo (CGT). En el centro el busto de Rucci, de Pascual Buigues, junto a los de Saúl Ubaldini, Juan Domingo Perón y Eva Perón.

El 8 de junio de 1970 fue derrocado en un golpe de Estado interno el general Juan Carlos Onganía. Onganía había tomado el poder en 1966, instalando una dictadura bajo los lineamientos de la Doctrina de la Seguridad Nacional de Estados Unidos, que tenía como objetivo instalar una dictadura corporativa permanente. La anulación del Estado de derecho y la disolución de los partidos políticos, tuvo como consecuencia el surgimiento de un movimiento de tipo insurreccional que se expresó en una gran cantidad de puebladas entre 1968 y 1972 (cordobazos, rosariazos, tucumanazos, etc.), con importante presencia sindical y estudiantil, así como la aparición de varias organizaciones guerrilleras peronistas y marxistas (ERP, Montoneros, FAP, FAR), que se superpuso al movimiento de Resistencia peronista iniciado en 1955 cuando el peronismo fue ilegalizado, y el exilio de Perón, que persistía como una anomalía insoluble en el mapa del poder político argentino.
La caída de Onganía, decidida por la cúpula militar, desnudó tanto las dificultades para imponer un régimen autoritario permanente alineado con Estados Unidos, como el fracaso de la política de proscripción del peronismo. La Junta Militar designó entonces al general Roberto Marcelo Levingston, con el fin de buscar abrir una salida electoral controlada por los militares, que legalizara al peronismo pero al mismo tiempo evitara su acceso al poder y el regreso de Perón.
En ese contexto histórico, el 2 de julio de 1970 la CGT realizó su congreso normalizador, eligiendo a Rucci como secretario general. Rucci fue el candidato de las 62 Organizaciones (brazo sindical del peronismo), contaba con el apoyo decidido de Lorenzo Miguel -nuevo secretario general de la UOM- y con el aval de Perón. 
El movimiento sindical peronista había comenzado a dividirse profundamente en 1966, cuando las 62 Organizaciones Peronistas se dividieron en dos grupos: "De Pie Junto a Perón" (verticalistas) y "Leales a Perón" (vandoristas, peronismo sin Perón). En 1968 un grupo importante de sindicatos disconformes con la cercanía de muchos sindicatos con la dictadura de Onganía y con una posición de confrontación frontal al gobierno militar -entre los que se encuentran la Unión Ferroviaria y la Federación Gráfica-, se separaron de la CGT para crear la CGT de los Argentinos (virtualmente disuelta en 1970).
En 1970 el sindicalismo peronista estaba dividido en seis sectores:
- 62 Organizaciones (oficialmente la agrupación sindical del Movimiento Peronista, liderada por el metalúrgico Lorenzo Miguel);
- el Grupo de los 8 (expulsados de Las 62 por orden de Perón, liderado por los papeleros de Fernando Donaires, los municipales de Izetta y Vicente Roqué de molineros);[59]
- la Nueva Corriente de Opinión (NCO), conocidos también como "participacionista" por su postura favorable a participar del gobierno militar. Estaba liderada por Rogelio Coria, de la UOCRA, José Alonso del vestido (asesinado el 27 de agosto de 1970), Jorge Triaca del plástico;[60]
- los No Alineados (NA), que formaban grupo heterogéneo sin coordinación interna;[61]
- los combativos;[62]
- los gremios independientes (no coordinados en grupo autónomo).[63][64]

Las distintas corrientes llegaron a un acuerdo para presentar una lista única. Para obtener la mayoría necesaria en un contexto de gran fragmentación sindical, "las 62" alcanzaron un acuerdo con el "Grupo de los 8", logrando así predominar sobre la Nueva Corriente de Opinión. En total nueve cargos fueron para gremios no alineados (NA), cuatro para las 62, cuatro para NCO, y cuatro para
Los 8. Para poder llegar al acuerdo de lista única se incluyó un miembro más en Consejo Directivo, originalmente de veinte
miembros.
Desde ese cargo sería uno de los principales impulsores del regreso de Juan Domingo Perón al país y pilar de su política de "pacto social". Rucci fue un fiel exponente de la consigna "Nada sin Perón" usada en las décadas de 1960 y 1970 para indicar el rechazo popular a cualquier intento de incluir al peronismo excluyendo a Perón.
El 31 de julio, la revista Semana Gráfica publicó un amplio reportaje a Rucci, en el que da algunas importantes precisiones sobre sus ideas. Define al peronismo como "un socialismo adaptado a la realidad nacional para establecer la justicia social; no es sectarista y busca la integración del mundo; precursor del tercermundismo." Cuando el periodista le pregunta por el Che Guevara responde que "fue un patriota latinoamericano; en alguna medida no comparto sus ideales, pero dio su vida por una causa". Rucci fue el primer sindicalista "mediático". Los medios destacaron, muchas veces con intención denigratoria, sus formas "populares" de hablar y de vestir, sin corbata ni saco, con una campera de cuero, que se transformó en un "ícono sindical":

Era percibido por los sectores antiperonistas o no peronistas con bastante fastidio, como el regreso de "los negros peronistas" rehabilitados. Su manera enfática de hablar su costumbre de comerse las s, era intolerable para la clase media urbana, especialmente de la Capital Federal y sus alrededores. Por otra parte, también resultaba el secretario cegetista intolerable para los sectores de izquierda -dentro y fuera del peronismo.

Dos meses después de asumir en la CGT, el 14 de septiembre, Rucci sorprendió al ambiente político con un documento de fuerte contenido político sindical, retomando los lineamientos del Programa de La Falda, reclamando "elecciones libres sin proscripciones", que fue apoyado desde los principales partidos políticos, pero resultó muy criticado por el sector participacionista de la CGT, que lo calificó públicamente como un documento "violento".
Simultáneamente Perón, desde su exilio en España, había comenzado un intercambio epistolar con el líder radical antiperonista Ricardo Balbín, para deponer los odios y promover un acuerdo entre los partidos políticos a fin de acordar una serie de líneas democráticas comunes y presionar a la dictadura para que llame a elecciones libres.
Juan Manuel Abal Medina en su libro de memorias sobre esos años, se refiere a la llegada de Rucci al primer plano sindical en estos términos:

En el campo sindical, desde mediados de 1970, con la llegada de José Ignacio Rucci a la Secretaría General de la CGT, el movimiento obrero organizado se encolumnaba totalmente con su liderazgo [de Perón]. El proceso de consolidación de Rucci (un dirigente carismático, de una dureza personal singular y de una lealtad absoluta al General) cambiaba la relación de fuerzas de ese sector. A esas condiciones excepcionales de Rucci, se le agregaba la relación de cercanía que tenía con Antonio Cafiero, lo que les daba a todas las formulaciones de la CGT una solidez conceptual de primer orden.
Juan Manuel Abal Medina

Desde la secretaría general de la CGT, Rucci inició de inmediato un recorrido por las provincias para tener un detalle de la situación y posiciones de los distintos grupos en que se había fragmentado el movimiento sindical, siempre con el objetivo principal de alinear al sindicalismo y a la CGT detrás del liderazgo de Perón y luchar para su vuelta. Rucci debía tratar por un lado con los sectores y sindicatos peronistas ortodoxos que negociaban por separado con las diferentes áreas de la dictadura y se negaban a "mezclar" la política con lo sindical, y por otro lado con los sectores y sindicatos peronistas radicalizados y de izquierda del llamado "sindicalismo clasista y combativo", que atacaban a lo que llamaban "burocracia sindical", llegando incluso a apoyar el asesinato de dirigentes sindicales, como Vandor y Alonso.
Ante el rápido deterioro de la situación política y social, la CGT decretó una huelga general para el 9 de octubre de 1970, que tuvo una adhesión masiva. El 17 de octubre asistió con Paladino (delegado personal de Perón) a un acto de celebración del Día de la Lealtad en Córdoba, en donde se expresaron las fuertes controversias con los sectores juveniles vinculado a las organizaciones guerrilleras y el llamado "sindicalismo combativo" en el que convivían corrientes marxistas y de extrema izquierda, que tenían como referente al dirigente filocomunista Agustín Tosco .
Días después la CGT programó un paro activo de diez horas con un acto, a ser realizado el 22 de octubre, en el marco del plan de lucha aprobado por el Comité Central Confederal. La dictadura prohibió el paro, pero Rucci decidió de todos modos realizar el acto ante el edificio de la CGT. En su discurso Rucci adoptó una postura fuertemente crítica de la dictadura a la que acusó de usurpar el poder y reprimir a los trabajadores, anunciando que "golpearemos donde más le duela". Pero su discurso también incluyó una severa advertencia sobre los grupos "izquierdistas" que "al grito de 'unidad' esconden asquerosas intenciones".
El 11 de noviembre de 1970, el día anterior a que la CGT realizara un paro general de 48 horas, los principales partidos políticos crearon La Hora del Pueblo: por primera vez las dos grandes fuerzas populares de Argentina, el peronismo y el radicalismo en sus tres vertientes (histórica, frondizista-desarrollista, e intransigente) se unían, junto a otras fuerzas menores para acordar líneas comunes democráticas, establecer una mesa única de negociación con la dictadura y exigir elecciones inmediatas, sin exclusiones, con representación de las minorías.
Los días 12 y 13 de noviembre la CGT paralizó el país. Hasta último momento Rucci resistió la presión de los sindicatos participacionistas que operaron para levantar el paro. En Tucumán, la huelga de la CGT confluyó con un conflicto estudiantil y se generalizó en una pueblada que tomó la ciudad, conocida como Segundo Tucumanazo.
El éxito de la huelga general y la creación de la Hora del Pueblo, llevaron a Rucci a buscar vincular el accionar de la CGT con la estrategia de Perón de arrinconar al gobierno del general Levingston para abrir de inmediato una salida electoral. Pero las amenazas del gobierno y la reticencia de la mayoría de los dirigentes sindicales a reunir el Comité Confederal, obligaron a Rucci a aceptar un repliegue de la CGT hacia reclamos estrictamente gremiales, principalmente lograr una convocatoria a paritarias en 1971, sin condicionamientos ni techos salariales. Simultáneamente, sobre todo en el sindicalismo cordobés, crecía una postura muy crítica de la conducción de Rucci, proponiendo un enfrentamiento frontal con el gobierno militar. El sindicalismo cordobés se había radicalizado al calor del Cordobazo del año anterior, el accionar creciente de las organizaciones guerrilleras y el surgimiento de una considerable corriente sindical "clasista" de extrema izquierda en los recién creados sindicatos "de empresa" Sitrac y Sitram, surgidos para debilitar a los "sindicatos por rama de actividad", que era el corazón del modelo sindical argentino desde la década de 1920, consolidado por el peronismo.
La tensión política creció cuando, a fines de 1970, Levingston hizo saber que la dictadura militar se extendería al menos hasta 1974 y que la actividad política estaría prohibida hasta que el gobierno estableciera un nuevo sistema político y un  nuevo sistema de partidos políticos, y que no se permitiría que los sindicatos fueran más allá de la actividad gremial. Rucci intentó reunir al Comité Central Confederal para responder al gobierno con un plan de lucha, pero la mayoría de los dirigentes sindicales cuestionaron su postura por priorizar la cuestión política, sosteniendo en cambio que la CGT debía declarar una tregua con el gobierno y concentrarse en la realización de las negociaciones paritarias (obrero-patronales).
Mientras tanto, Córdoba era un polvorín, en cuyo centro estaba un sindicalismo radicalizado, con un fuerte sector marxista, un movimiento estudiantil movilizado y una considerable presencia de las organizaciones guerrilleras. En ese contexto, el secretario adjunto de la regional cordobesa de la CGT, Agustín Tosco, marxista cercano al Partido Comunista, alcanzó un alto perfil nacional por sus críticas a Rucci.
El 15 de marzo de 1971 estalló una nueva pueblada en Córdoba que se conoció como "Viborazo", causando primero la caída del interventor de la provincia y luego del propio presidente Levingston, desplazado por el general Alejandro Agustín Lanusse, quien asumió el poder con el plan de realizar una salida electoral controlada por los militares, legalizando al peronismo pero sin autorizar la vuelta de Perón, que llamó "Gran Acuerdo Nacional".

## Lanusse y el aislamiento inicial de Rucci
Dice Beraza que "cuando Lanusse reemplazó a Levingston el 23 de marzo de 1971, la situación del movimiento obrero era verdaderamente caótica". El ascenso de Lanusse al poder fortaleció al sector "participacionista" (Nueva Corriente de Opinión) del sindicalismo liderado por Rogelio Coria, cercano al gobierno militar y lejano a la conducción de Perón. La prensa llegó a publicar que los días de Rucci al frente de la CGT estaban contados y que el control de la central sindical pasaría a una alianza del Grupo de los 8 (liderado por el molinero Vicente Roqué) y los No Alineados. Rucci "tan indignado estaba -incluso con Lorenzo Miguel- que dejó correr la versión de su inminente renuncia... Rucci no podía concebir que el proyecto estratégico (el retorno de Perón) fuera reemplazado por la cuestión táctica del momento".
Ante esa situación Rucci decidió viajar por primera vez a Madrid a conocer a Perón. Antes de partir dijo en una reunión interna de la UOM: "El viejo tiene más vigencia que nunca; ya verán esos renegados", refiriéndose a la mayoría de la dirigencia sindical cegetista.
El 19 de abril, finalmente Rucci se reunió con Perón. Lo hizo junto con Lorenzo Miguel (cabeza de las 62 Organizaciones) y Jorge Daniel Paladino (delegado personal de Perón). Los tres constituían en ese momento, el triángulo fundamental sobre el que se apoyaba Perón. La reunión fue un espaldarazo para Rucci. Perón lo elogió abiertamente e hizo saber su apoyo mediante un mensaje escrito dirigido al Consejo Directivo de la CGT y un mensaje grabado para ser difundido públicamente donde dice: 

Hay un secretario general, insospechadamente peronista, que posee la capacidad e inspiración necesaria para conducir. Cooperar con él es el deber de todos los que componen la Directiva que, como cuerpo colegiado, tiene el derecho de discutir en su seno cualquier cuestión. Pero resuelta esta cuestión por el voto de la mayoría, cada uno tiene la obligación de apoyar como si tal resolución obedeciere a su propia idea y propósito.
Juan Domingo Perón

El apoyo de Perón frenó el desplazamiento de Rucci, pero no frenó las operaciones en su contra, tanto en el seno de la CGT, como desde el gobierno militar.
De vuelta al país Rucci reclamó al gobierno la libertad de los sindicalistas presos con motivo del Viborazo, entre los que se destacaban Raimundo Ongaro y Agustín Tosco, rechazada por ambos. En junio encabezó la delegación sindical en la Conferencia anual de la Organización Internacional del Trabajo en Ginebra, donde cuestionó las persecuciones desde 1955 y el incumplimiento de las leyes laborales, reivindicó el pensamiento del papa Paulo VI y el de Perón, y pidió la libertad de los presos políticos, en un discurso consultado previamente con Perón.
Luego de la OIT volvió a visitar a Perón en Madrid. En su primera reunión Perón lo hizo confrontar a dirigentes sindicales cordobeses peronistas de tendencia combativa, que cuestionaban el accionar de la CGT y Rucci, en tanto que este les reclamaba estar aliados con sectores de izquierda no peronista. Perón los invitó a convivir con los sectores de izquierda no peronistas, pero cuidando siempre de conducir el movimiento.En otra reunión a solas el líder justicialista le ratificó su "apoyo incondicional" y le instruyó que atacara al gobierno de Lanusse, "pegando sin romper".
El mismo día de su regreso a la Argentina, el 25 de junio, 60 organizaciones sindicales impulsadas por la Nueva Corriente de Opinión (participacionistas) liderada por Coria, publicaban una solicitada en los diarios cuestionando la conducción de Rucci, imputándole "la dinámica sectaria impuesta a la CGT y su inoperancia ante los graves problemas socioeconómicos en que está sumida la clase trabajadora". El lunes 28 de junio la CGT se rompió: sólo siete de los veintiún miembros del Consejo Directivo asistieron a la reunión, mientras el resto lo hizo en la sede del sindicato de Molineros liderado por Vicente Roqué del Grupo de los 8, que derivó en la conformación de una comisión "antiruccista" de seis miembros, que declaraba que no buscaban destituir a Rucci sino, pero sí convencerlo de "adecuar sus procederes" para que el objetivo de exigir el regreso de Perón fuera postergado como prioridad. Lorenzo Miguel intentó mediar en el conflicto tratando de convencer a Rucci de realizar una conducción que no comprometiera políticamente a la CGT. Pero Rucci, apoyado por Perón, se negaba a despolitizar la CGT y desandar el camino hacia el retorno del líder peronista.
El líder participacionista Rogelio Coria invocaba a Perón y Vandor para defender una CGT despolitizada, que bregue por reivindicaciones sociales, calificando a Rucci de "sectario" por promover el peronismo y la vuelta de Perón desde la CGT.
A fines de julio Lorenzo Miguel y Paladino se encontraron en Bariloche para dirimir la situación, acordando que la CGT no debía actuar como rama del peronismo, como pretendía Rucci, sino que ese rol debía ser ejercido por las 62 Organizaciones y para ello había que reorganizarlas. La revista Confirmado informaba que el acuerdo establecía también que: 

Si Rucci no se avenía a aceptar estos arreglos sería desplazado de la conducción.

La ofensiva contra Rucci se agravó cuando el Consejo Directivo de la CGT, por iniciativa del grupo antiruccista, decidió realizar el 9 de septiembre una huelga general para celebrar la decisión del gobierno de Lanusse de devolver el cadáver de Eva Perón, secuestrado y ocultado desde 1955. Pero el gobierno militar declaró ilegal la huelga y los líderes sindicales y peronistas, entre ellos Lorenzo Miguel y Paladino, le exigieron a Rucci levantar la huelga. Rucci consultó con Perón la cuestión, pero como Perón no se pronunció al respecto, decidió finalmente levantar la huelga, dejándolo debilitado, al punto que "se decía entonces que sus días frente a la CGT estaban contados", mientras que Lanusse y el Gran Acuerdo Nacional se consolidaban.
En septiembre, por intermedio de Antonio Cafiero, Rucci invitó a Abal Medina a dar varias conferencias sobre peronismo para dirigentes sindicales en la sede de la CGT les en la sede de la CGT. Poco después, Abal Medina volcó esas ideas en un documento interno en el que sostenía que la situación política favorecía el avance del peronismo y que podía ser coronado con el regreso de Perón al país. Rucci quedó muy entusiasmado con el documento y se lo envió a Perón.
Buscando recuperar terreno, Rucci logró apoyo para realizar una huelga general el 29 de septiembre en respuesta al rebrote inflacionario y el aumento del dólar, para exigir un aumento inmediato de salarios. El éxito de la huelga abrió un compás de espera y dejó en claro "la disparidad de estrategias [dentro del peronismo] entre la rama dialoguista de Paladino y la estrategia de confrontación de Rucci".
En noviembre de 1971 Muhammad Alí visitó Argentina. El célebre boxeador estadounidense era también un militante del movimiento antirracista y acérrimo opositor a la guerra de Vietnam, razón por la cual había sido condenado por desertor. Varios dirigentes peronistas organizaron un asado para homenajearlo en una fábrica metalúrgica del gran Buenos Aires. Conversando sobre el racismo en Argentina, el boxeador oye que una forma de discriminación a los peronistas es tratarlos de "cabecitas negras" y responde empáticamente "I’m a black head” ("Yo soy un cabeza negra"). Durante el encuentro (en el que se cantó la tradicional Marcha peronista) Rucci le comunicó su proyecto de crear un sindicato de boxeadores. Alí respondió emocionado abrazando a Rucci y diciendo "Eso no existe en ninguna parte del mundo". Entre las fotos del encuentro se destaca la que registra una pulseada entre ambos personajes.

## Golpe de timón
A fines de 1971, mientras Rucci intentaba frenar la ofensiva sindical en su contra de quienes buscaban alinear al peronismo con el Gran Acuerdo Nacional de Lanusse, Perón "pateó el tablero", desencadenando todo un nuevo escenario a contramano del plan del gobierno militar. Primero desmontó el acuerdo entre Paladino y Lorenzo Miguel, encomendándole a Rucci la reorganización de las 62 Organizaciones. Luego, postergado visiblemente por Perón, Paladino se vio obligado a renunciar como su delegado, para ser reemplazado por Héctor J. Cámpora, un histórico del primer peronismo y la resistencia posterior a 1955. Cámpora a su vez anunció el 29 de noviembre que Perón había designado a Rodolfo Galimberti, un joven de 25 años vinculado a Montoneros, como representante de la Juventud en el Consejo Superior del Movimiento Peronista, desde donde creó el Consejo Provisorio de la Juventud Peronista. A partir de enero de 1972, Perón comenzó un trato personal con Juan Manuel Abal Medina, un joven abogado nacionalista que contaba entonces con 27 años y mantenía buenas relaciones tanto con los militares como con los Montoneros y los dirigentes sindicales, especialmente Rucci y Lorenzo Miguel; en octubre sería nombrado como secretario general del Movimiento Peronista.
Cámpora, Rucci, Galimberti y Abal Medina, fueron el cuarteto institucional sobre el que Perón planeó la desarticulación del Gran Acuerdo Nacional de Lanusse, su regreso al país y las elecciones de 1973.
A fines de 1971 Perón encomendó a Rucci reorganizar las 62 Organizaciones. Se trataba de una cuestión de gran importancia estratégica y electoral porque, debido a la estructura por "ramas" (política, sindical, femenina, juvenil) del Partido Justicialista, correspondía a las ramas la definición de las candidaturas en las listas para las elecciones de 1973. Rucci y Lorenzo Miguel, apoyados en el poderío de la UOM, por entonces la organización sindical más grande del país, realizaron una alianza táctica con el grupo participacionista liderado por Rogelio Coria (vinculado al plan de Lanusse), aislando así a "Los 8" y los combativos. El 5 de noviembre se realizó un amplio plenario, con adhesiones de “organizaciones que tradicionalmente no pertenecieron al nucleamiento” y se eligió una Mesa Provisoria, encabezada por Coria.
Simultáneamente, Perón impulsó el acercamiento de la CGT a la Confederación General del Trabajo (CGE), un nucleamiento empresario dirigido por José Ber Gelbard, dueño de las empresas de alumnio ALUAR y de neumáticos Fate, que impulsaba una estrategia económica para un desarrollo
industrial autónomo: “si utilizamos modelos y políticas económicas que busquen la prosperidad material a cualquier precio, corremos el riesgo de convertir al país en una colonia
rica”. Poco después, antes de finalizar 1971, la CGT y la CGE firmaban una primera declaración conjunta, que daba inició a un esquema de diálogo social obrero-empresarial en el más alto nivel, que complementaba el acuerdo civil entre los partidos políticos y un esquema de frente multipartidario del peronismo con otros partidos de tradición antiperonista, principalmente el frondizismo, que se concretaría en febrero de 1972, con la formación del Frente Cívico de Liberación Nacional (Frecilina), primero, y luego con el Frente Justicialista de Liberación Nacional (Frejuli).

## Reelección en la CGT
El 7 de enero de 1972 la CGT, encabezada por Rucci, se entrevistó por segunda vez con Lanusse. El secretario general transmitió al jefe del gobierno militar los reclamos de la CGT: vigencia de las libertades públicas, libertad de las personas detenidas sin proceso, una amplia amnistía, vigencia de la ley de negociaciones colectivas (paritarias) especialmente frente a una inflación del 47%, alquileres, etc. Lanusse se mostró abierto a los reclamos sindicales, pero negó la convocatoria a negociaciones colectivas y sostuvo que no habría un llamado a elecciones generales, sino un período de transición.
La negativa de Lanusse a llamar a paritarias, debilitó al sector participacionista de Coria. Rucci buscó entonces formar una alianza táctica con los participacionistas y los No Alineados (textiles, bancarios y empleados de comercio), que arrasó en las elecciones sindicales de todo el país, dejando en minoría a Los 8 (Donaires) y los combativos (Guillán, Di Pascuale), que se unieron a su vez en un bloque. El Consejo Directivo decidió entonces decretar una huelga general de 48 horas para el 29 de febrero y el 1 de marzo de 1972, reclamando paritarias y libertad a los presos políticos. El paro tuvo una adhesión cercana al 100%, aún cuando el gobierno militar decretó su ilegalidad.
El éxito del paro llevó a las 62 Organizaciones y la CGT a moverse para profundizar el plan de lucha, pero Perón intervino mediante una carta a Rucci, señalando el riesgo de decretar una nueva huelga, en un momento que recrudecían también las acciones de las organizaciones guerrilleras y las puebladas en distintas ciudades del país:

Comprendo que algo hay que hacer con los salarios, por las paritarias, por los presos, etc., pero considero que, dentro del plan que tenemos en marcha, todavía no ha llegado el momento de lanzarnos a nada que pueda presuponer una violencia exagerada que, si no encuentra el apoyo oportuno y decidido de las otras partes, constituirá un esfuerzo aislado que, aunque produzca efectos momentáneos, bien puede malograr lo que, en definitiva, representa el objetivo principal de nuestra acción de conjunto. Parar el país puede ser de fundamental importancia si ese esfuerzo va acompañado de otras acciones decisivas para su aprovechamiento oportuno y eficaz. Parar el país por pararlo no representa sino una manifestación de poder y una demostración de fuerza; queda ahora por considerar: ¿para qué lo hacemos?
Juan D. Perón, Primera Plana, año X, núm. 477.

Rucci frenó entonces la reunión del Comité Confederal siguiendo las instrucciones estratégicas de Perón.
A comienzos de abril se produjo un levantamiento popular en Mendoza -conocido como Mendozazo-,  liderado por la CGT local, en el curso del cual fueron asesinados dos manifestantes. Rucci, sin acuerdo del resto del Consejo Directivo, decidió apoyar la pueblada mediante un comunicado en el que afirmaba que "la violencia de abajo es un resultado de la violencia de arriba". El gobierno militar reaccionó bloqueando los fondos de la CGT y las obras sociales, intimando además a la central obrera a "ratificar o rectificar" el comunicado de Rucci. El Consejo Directivo votó la rectificación y redactó una nueva redacción aprobada por el gobierno, que levantó de inmediato las sanciones. Para el general Lanusse, neutralizar a Rucci y preservar el apoyo de los sindicalistas, era un capítulo esencial para el triunfo de su Gran Acuerdo Nacional.
En la segunda mitad de mayo Perón recibió una delegación del máximo liderazgo de la CGT y las 62 Organizaciones, integrada por Rucci, Adelino Romero, Rogelio Coria, Lorenzo Miguel y Casildo Herreras, con vistas a unificar el sindicalismo peronista de cara al inminente Congreso de la CGT y la puja con el gobierno militar y el GAN de Lanusse.
El 30 de mayo, como respuesta al anuncio de la dictadura de reformar la Constitución, Cámpora organizó bajo instrucciones de Perón, una "Asamblea de las Coincidencias Nacionales" en el Hotel Savoy de Buenos Aires, en la que expusieron políticos, empresarios y sindicalistas. Rucci fue uno de los principales expositores. En su discurso rechazó categóricamente el proyecto de la dictadura de reformar la Constitución:

No habrá cambio, no habrá revolución si se pretende acondicionar las elecciones a esquemas ya caducos. Solamente aceptamos y admitimos las elecciones como un medio que lo conduzca al pueblo a ejercer el gobierno y el poder, para encajar a la República en el proceso revolucionario que venimos reclamando todos los argentinos.
José Rucci

El 15 de junio Perón escribió una carta a Rucci donde lo felicita por su discurso en el Savoy ("una pieza de valor extraordinario"), y le dice que se acercaba con rapidez un enfrentamiento generalizado contra el gobierno militar que comparaba con "un nuevo 17 de octubre pero nacional, algo así como un 'argentinazo'. Veremos cómo le podrán hacer frente".
El 6 de julio la CGT realizó su Congreso, resultando Rucci reelegido por unanimidad para el período 1972-1974, consolidando así su poder y el de Perón, dentro de la central sindical: "de los veinte cargos en disputa, diecinueve quedaron en manos de las leales 62 Organizaciones Peronistas", destaca Abal Medina. El Congreso llevó el nombre de "Eva Perón" y se inició cantando el himno nacional y la Marcha peronista, toda una señal de la posición política que estaba adoptando la CGT, de cara al vertiginoso proceso político que vivía el país (dos semanas antes el gobierno militar había anunciado que llamaría a elecciones en marzo de 1973).
En su discurso Rucci confirmó el triunfo de los principales conceptos que venía sosteniendo desde 1970: la prioridad de lo político sobre las reivindicaciones sindicales inmediatas, la condena de las "especulaciones" sindicales, la defensa de la democracia, la unidad del movimiento obrero más allá de los sectores que lo integran, el peronismo y el liderazgo de Perón: 

Hoy el movimiento obrero está perfectamente esclarecido y sabe que el camino de la reivindicación de la patria tiene un solo nombre y tiene una sola causa (…) y esa causa es la causa del pueblo, es el resultado de una causa mal entendida y prostituida desde hace 17 años, es la causa de la marginación del pueblo en las grandes decisiones que espera este país y frente a esta alternativa histórica el movimiento obrero argentino no puede seguir tirando trompadas al aire pretendiendo combatir los efectos cuando el gran mal se da en la causa y esa causa es política hacia nuestro país, hacia nuestro movimiento y de ahí en más la clase trabajadora tiene que ser categórica y definitoria en sus apreciaciones. La central obrera mancomunada con el pueblo solo reclama la legitimidad del poder.

Y en esta síntesis ningún dirigente, ningún trabajador que realmente quiera a su patria podrá escapar a esa tremenda responsabilidad y esa responsabilidad será en primer término hacer de la unidad del movimiento obrero un símbolo y ofrecer esa unidad al país con un aporte de los trabajadores y entender definitivamente en función de lo que somos, en función de lo que hemos abrazado desde lo más profundo de nuestros corazones, que es el movimiento Peronista, solamente existe en el ejercicio de la conducción de este grandioso movimiento, que es del pueblo y para el pueblo, la figura del General Juan Domingo Perón.

Solicitada publicada en el diario La Nación de Buenos Aires reproduciendo el Mensaje del Congreso de la Confederación General del Trabajo de Argentina aprobado el 6 de julio de 1972, publicado por solicitada en varios diarios.

El Congreso de la CGT aprobó también un provocativo mensaje dirigido "al pueblo de la República" y "A las Fuerzas Armadas de Ejército, Marina y Aeronáutica" y publicado al día siguiente en los principales periódicos mediante un solicitada de página completa, en el que la central sindical advierte a los militares, en letras mayúsculas:

SEPAN LAS FUERZAS ARMADAS... que son las responsables únicas, directas y obligadas, de los sucesos políticos, sociales y económicos del pasado inmediato, del presente y del futuro de nuestra querida patria;... [y] que deben entender, comprender y aceptar -definitivamente- que las próximas elecciones deben ser el medio idóneo y natural para que el pueblo argentino oriente, canalice y ejecute la revolución nacional; que en consecuencia deben notificarse -inequívocamente- que si se pretende instrumentar la futura consulta y el pueblo es engañado, este al encontrar cerrado el cauce para la revolución pacífica, optará como única salida para realizar su destino, el cruento camino de la revolución violenta, cuya responsabilidad caerá sobre quienes hayan negado el respeto a la voluntad soberana del pueblo.
Congreso Nacional de la Confederación General del Trabajo Eva Perón

La advertencia de la CGT a las Fuerzas Armadas cayó como un balde de agua fría en el gobierno militar y aceleró los tiempos. Su primer efecto fue dar por tierra con la eventual candidatura presidencial de Lanusse, pieza central del "Gran Acuerdo Nacional"; ese mismo mediodía aceptó el reclamo de los generales de división en ese sentido. Inmediatamente después, la Junta de Comandantes tomaba la decisión de suspender la personería gremial de la CGT, intervenir la CGT y congelar sus fondos, como lo había hecho en abril. Finalmente, esa misma noche, en la cena anual de camaradería de las Fuerzas Armadas, Lanusse anunció que no podría ser candidato ningún funcionario del gobierno que no hubiera renunciado y ningún ciudadano que no estuviera domiciliado en Argentina antes del 25 de agosto de 1972. En los hechos implicaba virtualmente su autoproscripción y la proscripción de Perón, pero paradójicamente llevó el enfrentamiento entre Perón y Lanusse a un primer plano, con la forma de una partida de ajedrez entre ambos.
Las sanciones contra la CGT incluyeron la presión de la dictadura sobre los sindicalistas cercanos para separar a Rucci de su cargo. Perón salió públicamente en su defensa en un reportaje publicado en la revista del Movimiento Peronista, Las Bases:

En cuanto al intento de desplazar al Secretario General de la CGT -compañero José I. Rucci- es para mí la mejor comprobación de su eficacia en la conducción de la Central Obrera y el testimonio más valioso de su lealtad a los intereses de la Clase Trabajadora, que tiene la obligación de servir. Cuánto más eficaz sea su conducción al frente de la CGT, más resistido ha de ser por los sectores enemigos de los trabajadores. En cuanto a que se lo resiste porque es peronista, no es raro. Nosotros también resistimos a lanusse porque es gorila.
Juan Domingo Perón

El 10 de julio de 1972 un plenario sindical normalizó las 62 Organizaciones. La alianza táctica de "los duros" u "ortodoxos", liderados por Rucci y Lorenzo Miguel de la UOM, con los participacionistas de la Nueva Corriente de Opinión, encabezada por Coria, marginaron de la conducción a Los 8, liderados por Vicente Roqué, y a los combativos (que habían abandonado la CGT de los Argentinos) liderados por Ricardo de Luca (navales). Se disolvieron también, al menos formalmente, las distintas agrupaciones internas del sindicalismo peronista. Como conducción se eligió un Secretariado Ejecutivo Nacional, integrado por Rogelio Coria (construcción), Lorenzo Miguel (metalúrgicos), Néstor Carrasco (frigorífico de la Torre) y Casildo Herrera.
Presionado por las denuncias sindicales ante la ONU, la OEA y la OIT, el 25 de julio el gobierno militar decidió levantar las sanciones y la intervención de la CGT.
En un reportaje realizado pocos meses después Rucci hacía un balance de su gestión en la CGT, diferenciándose de los dirigentes que limitan la acción sindical a las reivindicaciones y defendiendo la politización de la CGT y el acceso al poder político:

En los primeros tiempos me costaba mucho, porque yo soy un dirigente gremial de cuarta categoría, porque yo no soy dirigente del orden nacional de mi gremio, no estoy en la cúspide de la Unión Obrera Metalúrgica. En consecuencia, cuando llegué a la CGT no tenía la más mínima noción de cómo se manejaba esto. Lo hice porque soy un poco corajudo y tenía mucho entusiasmo, además de estar imbuido de un profundo sentimiento obrerista. Así que le metí para adelante. Dije algunas cosas que yo creía que debían hacerse. Soy un convencido de que el movimiento obrero tiene que politizarse y cada día más, a pesar de que el gobierno dice que los dirigentes gremiales no pueden incursionar en política. Tanto es así que lo primero que hice es darle un matiz, si se quiere ideológico, a la CGT. Lógicamente ahora es distinto, hoy me siento capaz para ser secretario general. Estos dos años que he vivido me han dado mucha experiencia y creo que ciertas actitudes que he asumido han tenido el valor de permitir la unidad de la CGT. Por primera vez un secretario general es elegido casi por unanimidad, en el último congreso... Yo soy de aquellos que sostienen que los dirigentes gremiales que, en estos momentos, plantean como premisa reivindicaciones sociales de los trabajadores, o quieren quedar bien con la gente demagógicamente o son unos inconscientes...No conozco ningún país del mundo que haya logrado la justicia social si previamente los pueblos no tuvieron el poder en sus manos. Esto implica que el dirigente gremial tiene que tener como consigna primero el poder y como consecuencia de éste, la justicia social. Porque si el poder lo tienen quienes han colocado al país en un grado de dependencia, permitiendo el estrangulamiento económico, provocando a su vez una tremenda crisis, ¿cómo voy a ir a reclamarles reivindicaciones sociales? Sería lo mismo que pedirle peras al olmo. Entonces lo que hay que hacer es recuperar el poder a través del pueblo para que sea éste quien ejerza la justicia social.
José Rucci

## Operativo Retorno
Buscando reducir el riesgo de descontrol de la situación y de generalización de la violencia (el 22 de agosto se produjo la Masacre de Trelew), Perón aceleró los dos campos de consensos que venía impulsando: a) en el campo político, le indicó a Cámpora que incrementara los consensos con los partidos políticos (Hora del Pueblo, Frecilina, "Diez Puntos de Perón"); b) en el campo económico y sociolaboral, instruyó a Rucci para profundizar las conversaciones y acuerdos con la CGE, en vistas a un plan económico. Rucci a su vez, en dichas conversaciones, buscó el apoyo y la mediación del Consejo de Planificación del Movimiento Nacional Justicialista (CPMNJ), presidido por el abogado sindical Norberto Centeno.
El 7 de septiembre la CGT y la CGE emitieron un documento proponiendo en forma conjunta una serie de medidas económicas y sociolaborales. El documento comienza diciendo que la postración económica, la caída del salario real y el aumento de la desocupación eran la causa de fondo de la violencia. Económicamente, proponía reformas estructurales en el sector financiero, las exportaciones, el uso de la tierra y el desarrollo industrial. En el campo sociolaboral proponía un aumento inmediato del salario real, restablecimiento de la negociación colectiva y un plan de construcción viviendas populares. Proponía también abrir líneas de créditos baratos para pequeñas y medianas empresas y leyes de "compre argentino". La propuesta conjunta obrero-empresaria fue muy bien recibida por Lanusse, quien convocó para dos días después a Rucci y Gelbard (titular de la CGE) a conversar sobre el documento. El 20 de septiembre Lanusse anunció un paquete de medidas inspiradas en la propuesta CGT-CGE, que incluía un aumento inmediato de salarios, creación de un fondo para viviendas (FONAVI) y apertura de negociaciones colectivas el 1 de enero de 1973.
Abal Medina cuenta que el 4 de agosto Perón le anunció a su círculo más cercano que había tomado la decisión de volver a la Argentina y que lo haría en noviembre. El 15 de agosto Cámpora anunció dicha decisión, sin precisar la fecha. La vuelta de Perón al país, luego de 18 años de persecuciones, era un acto profundamente disruptivo. Perón le encomendó a Cámpora que encabezara la Comisión para planear y organizar la "Operación Retorno", integrada por Antonio Cafiero, Jorge Taiana, el capitán de navío Ricardo Anzorena, el brigadier Arturo Pons Bedoya, Lorenzo Miguel y José Ignacio Rucci, pero hasta último momento versiones contradictorias de todo tipo, muchas de ella impulsadas por el mismo Perón, mantuvieron confundidos a los militares y otros actores sociales sobre la realidad del anuncio, incluso dentro de las filas del justicialismo, donde varios dirigentes políticos y sindicalistas declararon estar en desacuerdo con la decisión de Perón de volver.

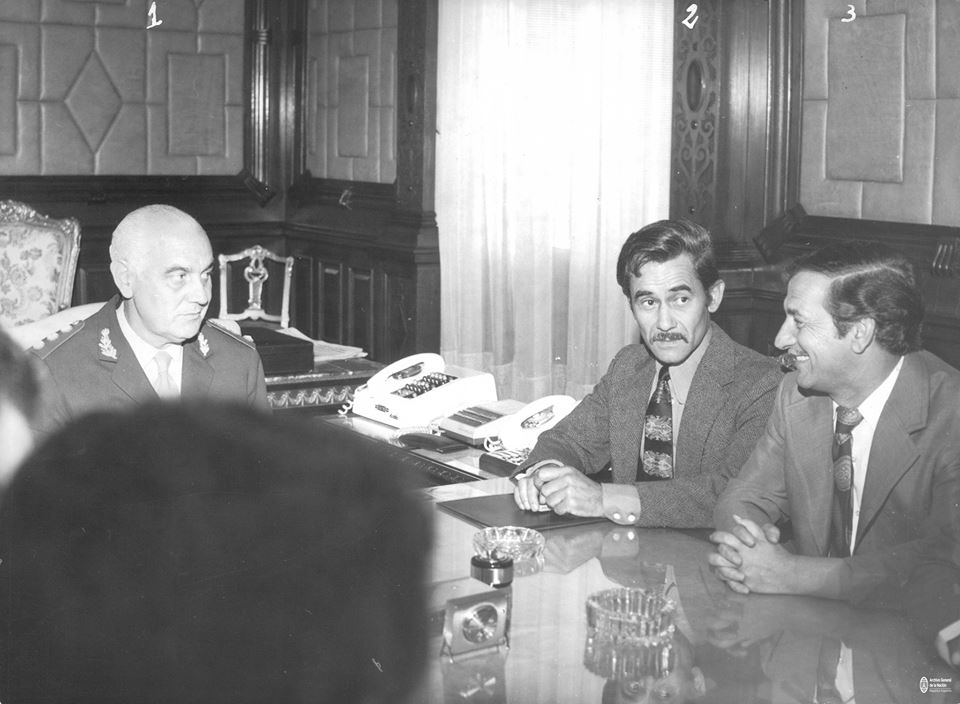
Alejandro Agustín Lanusse reunido con Rucci y Adelino Romero en 1972.

El 30 de octubre Lanusse volvió a reunirse con Rucci y demás líderes sindicales, buscando recuperar terreno en el sector sindical luego de las sanciones a la CGT, de cara a su puja con Perón, la eventualidad de su regreso y la necesidad militar de alcanzar un acuerdo con los civiles que les permitiera un grado de control sobre la salida electoral. Durante la reunión Rucci se explayó largamente sobre la situación política y sociolaboral, cuestionó duramente el "Gran Acuerdo Nacional" de Lanusse, cuidando de dejar en claro que el peronismo y el movimiento obrero no deseaban un colapso del gobierno militar, sino la unidad nacional y "un país que dependa... de las decisiones de quienes habitan este país... [y] un gobierno que sea expresión de la mayoría". En el cierre de la reunión, Rucci agradeció la invitación y señaló que era una demostración que los trabajadores podían participar de las decisiones, a lo que Lanusse respondió si necesitaba de esas reuniones para saber que el gobierno los tenía en cuenta. Rucci entonces contestó "rápido de reflejos":

Cada vez que abrimos la boca nos sancionaron.
José Ignacio Rucci

Perón felicitó a Rucci por su exposición frente a Lanusse y la consideró como "una muestra de su madurez y la del movimiento obrero que resulta elocuente."
El 7 de noviembre Cámpora anunció que la fecha del regreso de Perón era el 17 de noviembre. Ese mismo día el líder justicialista publicó en todos los diarios argentinos una solicitada dirigida «A los compañeros peronistas», confirmando su vuelta y la fecha.
En sus Memorias Cafiero se refiere a ese momento y al papel desempeñado por Rucci en estos términos:

Antes de resolver sobre las posibles candidaturas, había que decidir cómo y cuándo Perón retornaría al país. La cuestión era extremadamente conflictiva, sus jefes más notables y los gobiernos militares habían manifestado más de una vez que bajo ningún concepto admitirían el regreso de Perón. Algunos de ellos, como Lanusse, negaban incluso que esa fuese la verdadera intención del líder exiliado o que, dado el caso, tuviera el coraje necesario («no le da el cuero»). Otros amenazaban con ejercitar la violencia extrema contra quienes se atrevieran a colaborar con el intento... Los dirigentes peronistas que se sentían acompañados por el fervor popular, la movilización entusiasta de la juventud que masivamente comenzaba a sumarse al peronismo y la decisión de sus cuadros orgánicos (62 Organizaciones y CGT) tomaron una decisión histórica y, a la vez, heroica: acometer el regreso de Perón con las propias fuerzas del peronismo, negociando o eventualmente desafiando el poder de las Fuerzas Armadas. En esta decisión jugaron un rol decisivo José Ignacio Rucci y Juan Manuel Abal Medina.
Antonio Cafiero

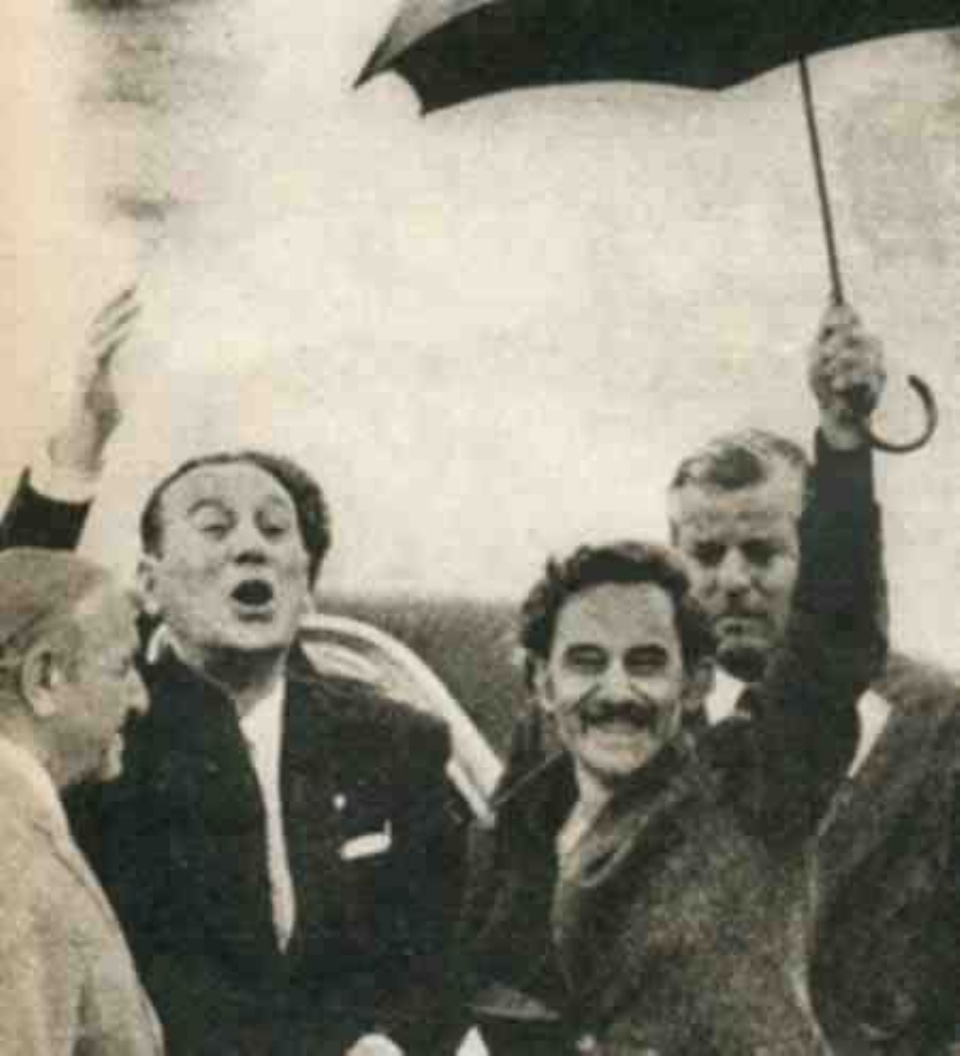
17 de noviembre de 1972: Perón en Ezeiza, bajo el paraguas de Rucci, recién llegado de su exilio. A la izquierda Héctor J. Cámpora y a la derecha, fuera de cuadro, Juan Manuel Abal Medina.

El 15 de noviembre el gobierno militar, por medio del general Tomás Sánchez de Bustamante convocó a Rucci y Abal Medina, para amenazarlos y exigirles que dejaran sin efecto el regreso de Perón. Rucci enfrentó al militar contestándole: «Mejor que el General llegue, porque, si no, declaramos una huelga general por tiempo indeterminado». Ambos habían conformado un equipo en el que Abal Medina hacía de bueno y Rucci hacía de malo. El 16 de noviembre el régimen incrementó la intimidación rodeando con tropas militares el edificio de la CGT, donde se había instalado el equipo encargado de organizar el retorno y cuidar la seguridad de Perón.
El día 17 de noviembre el nivel de tensión se elevó a un máximo, llegando varias veces al borde del desastre. Hasta horas antes el propio Lanusse creía que Perón no aterrizaría en Argentina. Jorge Osinde -encargado de la seguridad- llegó a proponerle al jefe militar del Aeropuerto Internacional de Ezeiza que desviara el avión se desviara a Asunción. Fue Rucci quien desbarató el intento amenazando decretar la huelga general. El avión de Alitalia había salido de Roma el día anterior, con una comitiva de 153 personalidades peronistas. Rucci y Abal Medina se habían quedado en Buenos Aires para dirigir el operativo y recibir a Perón en la escalinata. Como ese día llovía Rucci lleva su paraguas para amparar a Perón de la lluvia, momento que ha quedado inmortalizado en decenas de famosas fotos obtenidas por la prensa, cuando el expresidente baja del avión y saluda al centenar de militantes que pudieron romper el cerco impuesto por la dictadura para que sus simpatizantes no pudieran concurrir a recibirlo.
La llegada de Perón descolocó a la Junta Militar que no autorizó la salida del líder justicialista del aeropuerto. Los militares pretendían que Perón fuera a entrevistarse con Lanusse. Rucci amenazó con decretar un paro general por tiempo indeterminado. Finalmente, luego de 20 horas de alta tensión, los militares autorizaron la salida.

## Perón en Buenos Aires
Perón permaneció en Argentina casi un mes y se instaló en una casa en la calle Gaspar Campos de Vicente López, comprada con fondos provenientes de donaciones obtenidas por Rucci. Las gestiones se realizaron en la más absoluta reserva debido a que su dueño era un militar antiperonista que en 1955 había presidido el tribunal militar que destituyó a Perón de su grado militar. El 13 de diciembre regresó luego a España hasta su retorno definitivo el 20 de junio de 1973. 
En ese tiempo mantuvo reuniones con el espectro político, económico y sindical, anudando acuerdos básicos que garantizaran la convivencia y la estabilidad, a la vez que conformó un frente electoral (Frejuli) con muchos de los partidos que habían sido antiperonistas. Buscó además articular los distintos y muchas veces enfrentados sectores que integraban el peronismo, con vistas al Congreso del Partido Justicialista que debía reunirse el día de su partida, que tenía que resolver la crucial cuestión de la candidatura presidencial. Potash dice que Perón buscó "organizar su propio 'Gran Acuerdo Nacional'".
La primera reunión de Perón fue con el líder radical Ricardo Balbín, el 19 de noviembre a las 20 horas, al día siguiente de establecerse en la casa. Balbín había sido desaforado y detenido durante el gobierno de Perón y lideraba el sector más antiperonista del radicalismo, que se había organizado en la Unión Cívica Radical del Pueblo. Al salir y ante toda la prensa nacional e internacional allí presente, ambos líderes se abrazaron en la puerta de la casa. La entrevista y el abrazo entre Perón y Balbín se considera uno de los actos más significativos de la historia argentina y un símbolo de unidad nacional, tras décadas de enfrentamientos entre peronistas y antiperonistas.
Al día siguiente Perón mantendría una nueva reunión histórica con la mayoría de los partidos políticos argentinos, la CGT y la CGE, en el restaurante Nino de Vicente López donde se sentaron las bases de las Coincidencias Programáticas, que cerraba definitivamente la posibilidad de acordar con la dictadura la salida electoral bajo control militar que habían imaginado con el GAN. Las Coincidencias Programáticas del Plenario de Organizaciones Sociales y Partidos Políticos, fueron finalmente firmadas o avaladas el 7 de diciembre por casi todos los partidos políticos, provenientes de todo el espectro político. Las Coincidencias estaban firmadas también por el movimiento obrero a través de Confederación General del Trabajo (CGT) y el empresariado nacional a través de la Confederación General Económica (CGE), a la que estaba afiliada también la Federación Agraria Argentina, expresión de los pequeños y medianos productores rurales. Las Coincidencias Programáticas fueron la concreción de las "líneas democráticas comunes" de "La Hora del Pueblo" del 11 de noviembre de 1970 y del acuerdo CGT-CGE de 1972, y sería la base del Pacto Social de 1973, ya con Cámpora presidente.
Perón estaba impedido legalmente de presentar su candidatura debido a que la dictadura había exigido que los candidatos estuvieron radicados en Argentina antes del 25 de agosto de 1972. El requisito aparecía como inconstitucional y abría la posibilidad de que el PJ apelara a la justicia, tensando aún más la situación política y aumentando los riesgos de un golpe interno que anulara las elecciones. Por otra parte la proscripción de Perón generaba un alto riesgo de inestabilidad política del futuro gobierno constitucional, en caso de ganar el peronismo, debido al hecho de que el presidente no sería también el líder del peronismo. Rucci y todos los sectores del movimiento obrero eran partidarios de proponer la candidatura presidencial de Perón y respaldarla hasta las últimas consecuencias.
Pero Perón tomó la decisión de no aumentar aún más la posibilidad de un golpe interno y decidió impulsar en el Congreso la candidatura de Héctor J. Cámpora, su delegado personal, con la idea de que si resultaba electo, renunciara luego de asumir para convocar esta vez a elecciones donde no hubieran proscripciones. El 16 de diciembre se reunió el Congreso Nacional del Partido Justicialista para elegir la fórmula presidencial. El día anterior Perón había partido de regreso a España -pasando antes por Paraguay-, con la intención de no participar personalmente en el Congreso, pero dejó encargado a Abal Medina -que había sido designado secretario general del Movimiento Peronista el 2 de noviembre- la tarea de gestionar la designación de Cámpora como candidato presidencial, y del conservador Vicente Solano Lima, como candidato a vicepresidente.
Abal Medina conversó anticipadamente la decisión de Perón con Rucci (CGT) y Lorenzo Miguel (62 Organizaciones). Perón le había advertido que "iba a tener problemas con el sindicalismo". Ambos resistieron la decisión: Rucci especialmente, pretendía que si Perón no podía ser candidato, entonces debía serlo Antonio Cafiero, muy cercano al líder cegetista. Pero Cafiero, que era un buen candidato, había sido afectado por la divulgación de una reunión secreta con Lanusse, desobedeciendo la instrucción de Perón, que lo excluyó de esa posibilidad.
El día del Congreso (15 de diciembre) todas las corrientes sindicales se opusieron a la candidatura de Cámpora, aunque hubiera sido recomendada por Perón. Rucci y Coria propusieron que el Congreso tomara la decisión de designar a Perón como candidato pese a la prohibición, apoyada de inmediato por una huelga general declarada por el Comité Central Confederal de la CGT, hasta que Lanusse diera marcha atrás. Inicialmente el Congreso designó a Perón como candidato presidencial, pero Perón desde Paraguay envió un télex agradeciendo la nominación pero renunciando a la misma de manera "indeclinable" y haciendo saber además que "el compañero Juan Manuel Abal Medina... tiene expresas indicaciones mías para actuar en esta situación y conoce el procedimiento a seguir". Ante esa situación los delegados sindicales que respondían Rucci y Coria se retiraron del Congreso; solo permaneció Lorenzo Miguel, quien votó a favor de la candidatura de Cámpora. Rogelio Coria, muy cercano a Lanusse, llegó al punto de denunciar públicamente que el Congreso del PJ había cometido fraude (tres semanas después Perón lo defenestraría públicamente y sería expulsado de las 62 Organizaciones y la UOCRA.
La retirada del sector sindical y su descontento con el candidato peronista, lo alejó de la confección de las restantes listas de candidatos y de la campaña electoral, permitiendo así que la Juventud Peronista -donde Montoneros predominaba- estrechara su cercanía a Cámpora y hegemonizara la campaña electoral.
Al día siguiente se realizó el Congreso del PJ de la provincia de Buenos Aires en Avellaneda. Allí, Rucci apoyó la candidatura a gobernador de la provincia de Buenos Aires del estanciero Manuel de Anchorena -muy cercano a Rucci, que había sido vetado por Perón, quien prefería la candidatura de Oscar Bidegain, apoyado también enérgicamente por Isabel Perón. La fórmula de Anchorena fue aclamada por el Congreso provincial con apoyo sindical, pero el Consejo Superior del Movimiento Nacional Justicialista, con mandato de Perón, anuló el Congreso, intervino el PJ provincial y expulsó a Anchorena del partido, acusándolo de «graves actos de indignidad» y de «contravenir las expresas disposiciones del Movimiento y de Perón».
En los últimos días de 1972 Perón pidió informes detallados de lo sucedido en el Congreso partidario nacional y en el de Avellaneda. Simultáneamente Rucci comenzó a tomar cada vez más distancia de Cámpora.

## Campaña y triunfo electoral
El boicot sindical a la candidatura de Cámpora en el Congreso del PJ y la extraordinaria masificación alcanzada por la Juventud Peronista, liderada por Rodolfo Galimberti pero inserta como "frente de masas" de Montoneros, puso a los sectores juveniles como protagonistas de la campaña electoral, acercando a Cámpora a la "Tendencia Revolucionaria del peronismo", mientras se alejaba cada vez más de Rucci y la rama sindical.
Los dirigentes sindicales peronistas también se habían opuesto al criterio -indicado por Perón- de integrar las listas de candidatos con un 25% para cada rama del Movimiento Peronista (política, sindical, femenina y juvenil). Rucci y Lorenzo Miguel apoyaron la directiva de Perón, pero muchos dirigentes sindicales se opusieron al criterio (en los dos primeros gobiernos peronista no había rama juvenil y el criterio era un 33% para la rama sindical) y presionaron a Rucci para aumentar la presencia sindical en las listas. Perón incluso llegó a rechazar un pedido de Rucci y recomendarle que no se meta en el armado de las listas, cuando la CGT y Las 62 se reunieron con él en Gaspar Campos.
El 4 de enero de 1973, Rogelio Coria publicó una declaración renunciando como titular de las 62 Organizaciones y pidiendo licencia por tiempo indeterminado en la UOCRA, con serias críticas a la Conducción Táctica del Movimiento Justicialista y a la forma en que se decidieron las candidaturas. Dos semanas antes el Clarín había identificado con nombre y apellido a Coria como el informante que transmitía a Lanusse los planes y reuniones de Perón.
Preocupado por el crecimiento del sindicalismo "clasista" y el doble juego de muchos dirigentes sindicales peronistas de primera línea,  Perón tomó la decisión de defenestrar a Coria y con él dar un severo aviso a los sindicalistas que, en sus dichos, "jugaban a las escondidas". El 11 de enero de 1973 declaró en una entrevista realizada por Ricardo Grassi del periódico Mayoría: 

¡Qué va a manejar Coria! ¡Qué va a manejar Rosales! Sabemos que van todos los días a ver al coronel Vermicelli, ¿cómo se llama? Sí, sí, Cornicelli, y sabemos hasta de lo que hablan… Por eso el manejo sindical lo hacemos por la CGT y allí estamos seguros, porque lo tenemos a Rucci, que hace lo que debe hacer... Lo realmente importante del movimiento sindical lo manejamos por la CGT y lo realmente importante del partido político lo manejamos por Abal Medina, y, en otro lado, por Isabelita, en la rama femenina. El Gobierno está todo engolosinado con Coria. Pero ¿qué les va a dar Coria a ellos? Más aceite da un ladrillo que Coria… Fíjese, ¡cómo van a comparar a Anchorena con Bidegain!, no debieron hacer lo que hicieron y tratar de forzar una situación con matones. Eso ya no. Entre nosotros no puede ser. Matones somos todos después de 17 años de lucha. Imagínese si nos van a ir a asustar allí con matones
Juan Domingo Perón

Poco días después Coria fue expulsado de las 62 Organizaciones y de la UOCRA: en aquella fue reemplazado como presidente por Lorenzo Miguel, mientras que en la conducción del sindicato fue reemplazado por Segundo Palma.
En la segunda mitad de enero, Perón convocó a Rucci a Madrid, para analizar la necesidad de "reperonizar" el movimiento obrero, para evitar el avance de la izquierda clasista y promover un recambio a mediano plazo de la cúpula sindical.
El 18 de enero, cuando Rucci aún estaba en Madrid, estalló una huelga con toma de fábrica en la gigantesca planta siderúrgica de la empresa estatal SOMISA, en San Nicolás, corazón del poder de Rucci. La huelga fue decretada por un sindicato paralelo a la UOM, que pretendía representar a los trabajadores de la empresa. Autodefinido como "apolítico" y "profesional", el sindicato reclamaba la preservación de la mutual médica de Somisa, financiada con aportes de la empresa y los trabajadores. El sindicato rebelde adoptó un discurso de fuerte condena de la UOM, la "burocracia sindical" y de Rucci. La identidad político-ideológica del sindicato paralelo es poco clara y algunos observadores han sugerido que el conflicto fue impulsado desde la misma empresa, manejada por los militares, como un episodio más del conflicto político en que se encontraba el país, con el fin de debilitar a Rucci, y con él a Perón y al sindicalismo peronista. Cumplidas 64 horas la huelga fue levantada, con la promesa de que el Ministerio de Trabajo trataría el pedido de personería gremial, que finalmente resultó negativo. Rucci por su parte desplazó al secretario general de la UOM de San Nicolás y logró que fuera reemplazado por Naldo Brunelli, quien tendría una destacada carrera sindical y política.
El 12 de febrero, durante un acto de campaña en Chivilcoy se produjo un enfrentamiento entre sectores sindicales y la Juventud Peronista que derivó en un tiroteo, causando varios heridos y la muerte de Luis Osvaldo Bianculli, un joven de 27 años que era el secretario personal y mano derecha de Rucci. El crimen, afectó fuertemente al secretario general de la CGT. Entrevistado por la revista Siete Días inmediatamente después habló descarnadamente:

—¿Se siente cansado de la responsabilidad que implica dirigir la CGT?

—Sí, y más por lo sucedido hace unos días cuando asesinaron a quien yo quería como a un hijo. Así que por razones afectivas me siento bastante decaído, como si pensara: "¿Para qué peleamos tanto si al final de cuentas la mayoría de las veces las consecuencias son trágicas?". Caen como un latigazo que llegan a minar el espíritu.[...]

—¿El día de la muerte de su compañero sintió miedo?

—Yo no considero que haya un hombre que diga que no tiene miedo.
Si lo dice, es un mentiroso, un hipócrita. También hay quienes asumen responsabilidades y son conscientes de los riesgos que corren: no es falta de miedo, pero sí es estar preparado para afrontar ciertas situaciones que saben que se pueden presentar.

—¿En el caso suyo está preparado para enfrentar la muerte?

—No sé si estoy o no. Pero si la cosa viene de frente no me tiembla el pulso.

—¿Por qué dice "de frente"? ¿Las demás veces viene de atrás?

—Sí, lamentablemente viene de atrás, pero como la situación es difícil, yo no puedo ahora —por vergüenza y por convencimiento— renunciar a la CGT y mandarme a mudar. No voy a hacer como otros dirigentes que se han mandado a mudar, yo voy a seguir y seguir. Es una especie de mandato que yo me he impuesto y lo voy a cumplir.

—Pero, ¿por qué lo quieren matar, señor Rucci?

—Porque como tengo amigos, también tengo enemigos. Además será porque le debe molestar a alguien que yo sea peronista y secretario general de la CGT. Mi conducta y lealtad con Perón le aseguro que irrita a muchos.

El 23 de febrero se crea la Juventud Sindical Peronista (JSP), dependiente de la rama sindical del PJ (62 Organizaciones), como una organización juvenil diferenciada de la rama juvenil (Juventud Peronista).
Dice Beraza que en términos generales "la táctica de los sindicalistas era prestar un apoyo formal a Cámpora pero no intervenir en la campaña electoral", pero que Rucci (y Miguel), a pesar de no haber apoyado la candidatura de Cámpora en el Congreso del PJ, aceptaron la decisión de Perón y participaron activamente en la campaña. Rucci fue señalado entonces por estar "demasiado cerca del pensamiento de Abal Medina", a quien los gremialistas veían demasiado cercano a la juventud.
En el número de febrero de 1973 de la revista mensual Extra, Rucci publicó una segunda solicitada contra Tosco -titular de la seccional cordobesa del sindicato de Luz y Fuerza y líder de la corriente "clasista"- titulada "Las verdades escondidas tras el velo intelectualizado de un dudoso dirigente gremial, a Usted Señor Tosco me refiero". De inmediato el programa de televisión Las dos campanas de Canal 11, conducido por Jorge Conti y Gerardo Sofovich, invitó a los dos dirigentes a debatir sus diferencias el 13 de febrero. Ambos debatieron durante casi una hora, mientras respondían a las preguntas de cuatro periodistas. Rucci reivindicó al peronismo como la ideología de la clase obrera argentina, caracterizándola como "socialismo nacional", aclarando que era respetuoso de todas las ideologías, que no era antimarxista ni anticomunista y que estaba en contra de hacer discriminaciones ideológicas. Tosco reivindicó el marxismo y la lucha de clases, pero reconociendo las raíces peronistas del socialismo argentino. Ambos se manifestaron "antiimperialistas", partidarios de la "liberación nacional", la "unidad" y las principales medidas económicas inmediatas (control de cambios, manejo del comercio exterior, nacionalización de la banca). Sin referirse a Tosco, Rucci también criticó "al dirigente gremial que se limita a plantear reivindicaciones sociales" y sostuvo que la única manera de lograr "la justicia social... es asumir el poder". Tosco cuestionó genéricamente a la "burocracia sindical", definiéndola como los dirigentes que solo luchan por las "reivindicaciones inmediatas", olvidando las causas políticas; Rucci por su parte compartió la definición, pero cuestionó la carga negativa con que se había empezado a usar genéricamente el término, sin tener en cuenta que justamente "gracias al sindicalismo argentino todavía tenemos un movimiento obrero politizado, que sabe lo que quiere y sabe a dónde va".
El 11 de marzo se realizaron las elecciones generales con un triunfo abrumador en primera vuelta del Frejuli (49,5%) y casi todas las provincias, que sorprendió al gobierno militar y a los observadores nacionales e internacionales, que esperaban que el peronismo estuviera en el orden del 40%. La transición fue sumamente tensa y en varias oportunidades el traspaso del poder a los civiles estuvo en peligro. Las tensiones entre los sectores juveniles y sindicales, aunque controladas por la necesidad de mantener la unidad frente a las segundas vueltas en muchos distritos, fueron en aumento. Rucci, Cámpora, Lorenzo Miguel y Abal Medina buscaron apaciguar los enfrentamientos internos pero ninguno, salvo Miguel, tenía poder real para reconducir las fuerzas en disputa y quedaron en el medio.
Tres días antes de la asunción del gobierno constitucional, una escisión de las Fuerzas Armadas Peronistas (FAP), identificada como FAP Comando Nacional y lideradas por Raimundo Villaflor, asesinó al secretario general del SMATA (sindicato de la industria automotriz), Dirck Kloosterman, el tercer alto dirigente sindical asesinado por organizaciones guerrilleras peronistas, luego de Vandor y Alonso.

## "Cámpora al gobierno..."
Cámpora gobernó 49 días. El plan original era que renunciara y convocara a elecciones "libres y sin proscripciones". Perón mientras tanto se mantuvo en España, debido a que su presencia en Argentina implicaría una incongruencia entre el poder real y el poder institucional, reflejado en el lema electoral "Cámpora al gobierno, Perón al poder", sumamente negativo para la estabilidad política.
Con el apoyo de Rucci y Miguel, Cámpora designó como ministro de Trabajo a un histórico dirigente sindical metalúrgico de conducta intachable, Ricardo Otero. Bajo su gestión se promulgaría la Ley de Contrato de Trabajo de 1974.
Los primeros días del gobierno de Cámpora fueron caóticos. La toma de cárceles para liberar a los presos políticos y una oleada de ocupaciones por miles de militantes, hicieron que Perón interviniera el 14 de junio desde Madrid para ordenar a la plana mayor del PJ y a Rucci, que hicieran cesar las tomas de inmediato. A las diez de la noche de ese mismo día, por la cadena nacional de radio y televisión, Abal Medina leyó un mensaje acompañado por Rucci, Miguel y Silvana Roth, llamando a "desalojar lo ocupado enseguida y en orden".

## El Pacto Social
José Ber Gelbard, titular de la CGE, había sido designado ministro de Economía. Rucci recibió la orden de Perón de dar máxima prioridad a elaborar con Gelbard y con Julio Bronner -reemplazante de Gelbard al mando de la CGE-, un "Pacto Social", sobre la base del Plan CGT/CGE acordado en 1971 y las Coincidencias Programáticas que la CGT, la CGE y los partidos políticos habían firmado el 20 de noviembre del año anterior.
El 8 de junio, el ministro Gelbard por el Estado nacional, Bronner por la CGE y Rucci por la CGT, firmaron el "Acta de Compromiso Nacional para la Reconstrucción, la Liberación Nacional y la Justicia Social”, más conocida como Pacto Social. Con posterioridad adhirieron también la Sociedad Rural Argentina, la Cámara Argentina de Comercio,  las Ligas Agrarias, la Federación Agraria Argentina y la Confederación de Asociaciones Rurales de Buenos Aires y La Pampa (Carbap).
Los objetivos del Pacto fueron: 
- 1) Alcanzar la participación de los asalariados en el 40-50% del ingreso nacional, en un lapso de 4 años;
- 2) Mitigar la inflación;
- 3) Consolidar el crecimiento económico.

Para ello se establecía un “congelamiento de precios", un alza general inmediata de los salarios y jubilaciones, y suspensión de la negociación colectiva sobre salarios durante dos años. Los resultados inmediatos del Pacto Social fueron muy positivos: la alta inflación heredada cayó del 62% al 17% anual, llegando al 0% en el segundo semestre; los salarios reales aumentaron un 13%; se revirtió el déficit de la balanza de pagos del comercio exterior; el PBI creció el 4,5% (un tercio más que el año anterior); el desempleo bajó del 6,1% al 4,5%; el peso argentino se revalorizó un 25%.
El Pacto Social tuvo una buena acogida en general, pero fue muy criticado desde los sectores de la izquierda y el peronismo revolucionario, que acusaban a Gelbard y Rucci de haber instrumentado el plan "desarrollista del neocolonialismo". Al momento de firmarlo Rucci declaró:

Yo sé que con esto estoy firmando mi sentencia de muerte, pero como la patria está por encima de los intereses personales, lo firmo igual.
José Ignacio Rucci

## Ezeiza y renuncia de Cámpora
El 20 de junio fue el día elegido para el regreso definitivo de Perón, esperándose que una multitud histórica fuera a recibirlo. Para entonces la relación de Cámpora con Perón se hallaba desgastada debido a una aparente intención de no renunciar, a la vez que crecía la puja entre la juventud -en la que predominaba Montoneros- y la rama sindical.
Ese día una multitud histórica que superaba el millón de personas se movilizó a Ezeiza para celebrar el retorno definitivo del fundador del peronismo a su país, luego de 18 años de persecución. Pero la fiesta popular se frustró debido a un tiroteo caótico en el palco montado para que hablara Perón, que causó trece muertos y decenas de heridos. Los enfrentamientos impidieron el aterrizaje del avión en el Aeropuerto de Ezeiza, que resultó desviado al Base Aérea de Morón, donde aterrizó de emergencia, sin ninguna recepción popular. Por invitación presidencial, Perón, Isabel y su comitiva se alojaron provisoriamente en la Quinta presidencial de Olivos, desde donde ese mismo día realizó un discurso por radio y televisión, pidiendo disculpas por no haber podido hacerse presente en Ezeiza y anunciando que al día siguiente, a la misma hora daría un mensaje al país.
Las causas, motivaciones, responsabilidades y actores de la Masacre de Ezeiza, ha dado lugar a múltiples interpretaciones. Más allá de las mismas, el acontecimiento escaló los conflictos internos del peronismo hasta la violencia abierta y -sobre todo-, selló la suerte del proyecto de Cámpora, apoyado por la Juventud Peronista/Montoneros, de permanecer en la Presidencia.
Al día siguiente de lo sucedido el 20 de junio de 1973 en Ezeiza, desde la residencia presidencial, Perón brindó un mensaje por cadena nacional, significativamente acompañado por Cámpora, su esposa Isabel Martínez y José López Rega. El mensaje advirtió sobre la extrema gravedad de la situación, tanto económica como por el hecho de estar "viviendo las consecuencias de una postguerra civil que, aunque desarrollada embozadamente, no por eso ha dejado de existir", como resultado de años de ausencia del orden legal y constitucional. Perón llamó a dar prioridad a la paz, la convivencia y la "reconstrucción" del país, dejando atrás "los malos recuerdos", a la vez que señaló la presencia de "factores ocultos que, desde la sombra, trabajan sin cesar tras designios no por inconfesables menos reales". Advirtió a quienes "piensan que pueden copar a nuestro Movimiento" y a quienes "tratan de infiltrarse en los estamentos populares o estatales", aconsejándoles "que cesen en sus intentos, porque cuando los pueblos agotan su paciencia suelen hacer tronar el escarmiento".
Veintitrés días después renunciaron Cámpora y Solano Lima, y asumió provisionalmente la Presidencia Raúl Alberto Lastiri -presidente de la Cámara de Diputados y yerno de López Rega-, quien llamó a elecciones presidenciales para el 23 de septiembre.

## Perón presidente
Nadie dudaba que Perón ganaría las elecciones holgadamente, pero su salud estaba tan deteriorada que era de conocimiento general en el ámbito político, que probablemente moriría durante su mandato. Por lo tanto la definición de la candidatura vicepresidencial era de máxima importancia. Perón era consciente de su estado de salud y no quería una fórmula peronista. Hasta último momento intentó concretar la fórmula Perón-Balbín, de unidad peronista-radical, que pudiera lograr la "reconciliación nacional". Montoneros apoyó la candidatura de Balbín, pero el rechazo de la rama sindical y el grupo de López Rega/Lastiri, decantó la nominación hacia la esposa de Perón, María Estela Martínez de Perón.
Durante la campaña electoral, el 22 de agosto, la Tendencia realizó un acto multitudinario en el estadio del Club Atlético Atlanta, en el que por primera vez habló públicamente un miembro de la conducción de Montoneros, en este caso Mario Firmenich. La revista El Descamisado cubrió el acto con el título de tapa de "Perón Presidente. 22 de agosto. Discurso completo de Firmenich" y una imagen de la bandera de Estados Unidos siendo quemada. Firmenich se opuso a la candidatura de Isabel Perón y apuntó sus críticas contra Rucci, cuestionando su rol en el Pacto Social:

El pacto social, podemos decir que es un acuerdo, o debería ser, un acuerdo que formaliza la alianza de clases, pero regido y gobernado por la clase trabajadora… debería ser. Pero en la actualidad el pacto social no refleja eso, y no refleja eso porque en la constitución de esa alianza los trabajadores no tienen representantes… Porque tienen allí, en la CGT, una burocracia con cuatro burócratas que no representan ni a su abuela…
(La multitud presente corea las consignas «se va a acabar la burocracia sindical» y «Rucci traidor a vos te va a pasar lo que le pasó a Vandor»).
Compañeros: Esa consigna… refleja verdaderamente lo que estamos diciendo… no existe la más mínima posibilidad.
Mario Firmenich, fragmento del discurso publicado por El Descamisado.

Finalmente las elecciones se realizaron el 23 de septiembre, con un triunfo abrumador de Perón, quien obtuvo un 61,85 % de los votos, superando por más de 35 puntos porcentuales al radicalismo, encabezado por Balbín. Dos días después Rucci fue asesinado.

## Asesinato

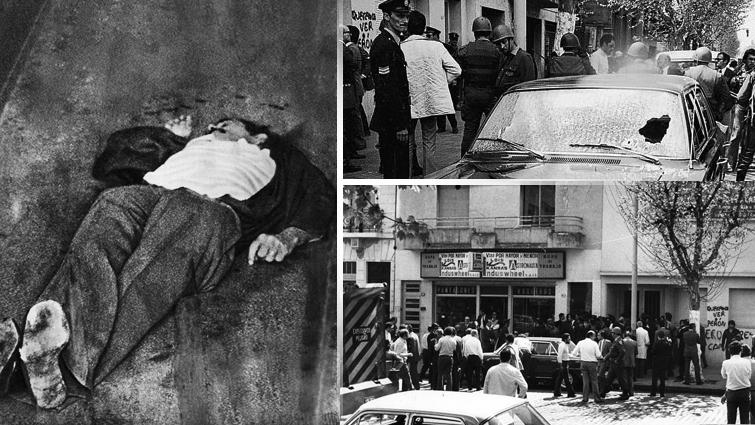
El asesinato de Rucci, 25 de septiembre de 1973.

El 25 de septiembre de 1973, a las 12:11, un grupo comando asesinó a Rucci cuando este salía de la casa de calle Avellaneda 2953 en el barrio de Flores. El cadáver del dirigente obrero peronista tenía 23 impactos de bala. El asesinato fue cometido en pleno día, frente a gran cantidad de testigos, incluyendo las personas que acompañaban al líder sindical.
Ninguna organización se atribuyó el hecho en ese momento. Dos años después Montoneros se atribuyó explícitamente el crimen en la página 18 de su órgano oficial de prensa, la revista Evita Montonera n.º 5.
La investigación oficial sobre el asesinato de Rucci, realizada durante la presidencia de Perón, nunca pudo revelar quiénes fueron los autores. La causa fue reabierta en 2009, sin que pudieran reunirse evidencias para ser llevada a juicio. El juez que tuvo a cargo la investigación sostuvo que se había descartado la eventual autoría de la Triple A y que las pruebas no permitían descartar la participación de Montoneros, manteniendo la posibilidad de que la autoría recayera en esa organización.

### Las consecuencias políticas
Escribió Oscar Anzorena:

“Este hecho establece un lugar de no retorno en las relaciones de Perón con los Montoneros. Esta metodología de apretar a Perón no sólo genera el efecto político contrario al esperado sino que franquea una frontera ética sustentada hasta ese momento por las organizaciones revolucionarias, ya que esta muerte al no ser asumida políticamente adquiere más características de asesinato mafioso que de ajusticiamiento revolucionario”.

Según el escritor Juan Gelman, que pertenecía a la organización Montoneros, no se pensó en la clase obrera sino en presionar a Perón:

“Lo de Rucci no se hizo para despertar la conciencia obrera: se hizo en la concepción de tirarle un cadáver a Perón sobre la mesa, para que equilibrase su juego político entre la derecha y la izquierda. Atención a esto. Lo que quiero decir es que eso no formó parte de una concepción política con relación a las masas, sino de una estrategia cupular: hay concepciones políticas con relación a la masa que, por cierto, conducen al acto equivocado. Pero no es el caso de la muerte de Rucci, que no partió de ninguna concepción política de trabajo con la masa y, en verdad, sólo fue una jugada que nada tuvo que ver con la forma acertada de plantear la lucha. (...) El asunto era trabajar estrechamente con las masas ya que de ellas dependía el cambio de política y de programas”.

En 2013, en su libro "Montoneros. El peronismo combatiente en primera persona" (Editorial Planeta, Buenos Aires), Roberto Perdía afirma: "Desde todos los puntos de vista la muerte de Rucci favoreció el avance de las políticas opuestas a nosotros" (pág. 318).
En el artículo de Rostica, Julieta: "Apuntes sobre la “Triple A”. Argentina,
1973-1976." (Desafíos, Bogotá, (23-2), semestre II de 2011, Pág. 43) se afirma: "La competencia entre Rucci y López Rega por liderar la derecha
peronista terminó el 25 de septiembre de 1973, cuando Rucci fue
asesinado. La acreditación del asesinato por Montoneros fue utilizada
en beneficio de López Rega porque legitimó la propuesta para la
creación de los “escuadrones de la muerte”."
Juan Manuel Abal Medina, figura política clave del peronismo en esa época, cuenta los intentos iniciales de López Rega, un miembro de la logia anticomunista secreta Propaganda Due, para acercarse a Montoneros:

"El primer aliado que busca López Rega no fue la derecha, fue la izquierda peronista. Nadie le hizo caso. Me buscó a mí, porque yo estaba situado más a la izquierda, y me comenzó a hablar mal de Cámpora (...) “Nos quieren dejar afuera”, decía. ¿A quiénes?, me preguntaba yo. López no era nadie, servía el café. Yo no me lo tomaba en serio. Pero López hablaba por Isabel. Me decía: “Los verdaderos leales somos nosotros, usted, la señora que quiere tanto a los Montoneros...”. Y tuvieron algunos contactos con los Montoneros, algunas reuniones. Obviamente no llegaron a nada."

.
Sobre el asesinato de Rucci, el mismo Juan Manuel Abal Medina afirma:

"Fue la provocación más grande contra el general. Nunca dudó de que habían sido los montoneros y lo vivió así. Fue una etapa donde decía cosas muy fuertes contra Montoneros."

En testimonio de Miguel Bonasso, en su libro "El presidente que no fue" (Ed. Planeta, Buenos Aires, 1997, pág. 594): "Aunque la operación no fue firmada, la autoría montonera del atentado (...) nos fue confirmada, en una reunión del equipo que preparaba el matutino Noticias, por el propio Firmenich.".
El ex montonero Héctor Ricardo Leis afirma: "Cuando vino la conducción regional a la conducción de columna nos dijo: “Fuimos nosotros” (...) Dejá que te cuento la operación... o sea los fierros siempre vinieron primero". Después del relato de la acción, agrega que hubo una aceptación tácita de todos los presentes ("Menos uno").
Según Pablo Giussani ("Montoneros. La Soberbia Armada", Buenos Aires, Sudamericana/Planeta, 1984) el asesinato de Rucci fue utilizado por los Montoneros para resolver problemas internos: ""Era algo que necesitábamos", me dijo algún tiempo después un montonero. "Nuestra gente se estaba aburguesando en las oficinas. De tanto en tanto había que salvarla de ese peligro con un retorno a la acción militar."" (pág. 49).
Claudia Rucci, hija del dirigente asesinado, afirma que los Montoneros no aceptaban que Perón tuviera un proyecto propio, distinto al de ellos, y que el móvil del asesinato fue -según cita de un ex terrorista- "forzar ante el pueblo nuestras diferencias con Perón".
Aníbal Rucci, dirigente político, refiere que su padre tenía una amistad personal con Perón, además de un rol importante en sus proyectos políticos. Afirma que la convivencia de Rucci con el ala izquierda del peronismo "no era mala", por lo que acusa del crimen a grupos sumamente radicalizados que "no estaban en el proyecto de Perón", e hicieron el trabajo sucio para el golpe de Estado.
El asesinato se produce en momentos en que "Firmenich aducía que Perón los ofrecía como “prenda de negociación” en su afán de lograr la unidad nacional y de acordar con el imperialismo para permanecer en el gobierno", según el análisis de Javier Salcedo
El Padre Carlos Mugica consideró que "la ejecución de Rucci fue un gravísimo error de la nueva burocracia montonera".
Graciela Fernández Meijide, quien fuera integrante de la Conadep, sostuvo:

"Desgraciadamente, terminamos (en 1973) con un Gobierno que fue elegido por un porcentaje de votos enorme, que buscaba parar el caos y la violencia, y a los dos o tres días de ser elegido Perón, lo matan a (José Ignacio) Rucci. Después Montoneros podrá discutir si la conducción había dado esa orden (de matar a Rucci), o si fue el 'grupo Sabino', pero eso ocurrió. Se buscó el voto de la gente y cuando la gente votó, no se respetó su voto. Se lo desconsideraba".

En su libro: "Militancia sin tiempo. Mi vida en el peronismo" (Buenos Aires, Planeta, 2011, pág. 289), Antonio Cafiero escribe: "Perón sufrió un fuerte impacto por la muerte de Rucci. Algunos afirmamos que aquel hecho sangriento aceleró el proceso de su enfermedad y muerte".
El asesinato de Rucci fue visto como un hecho positivo por parte de muchos sectores de la izquierda, y parecía abrirse para los Montoneros la posibilidad de acrecentar su poder, nucleando a los sectores sindicales más clasistas. Esto marcaba una fuerte orientación de la organización hacia posturas marxistas, en consonancia con su fusión con las FAR.
Dentro del peronismo se produjo un fuerte rechazo, y Montoneros comenzó a perder apoyos y fomentar enemistades. Antiguos miembros del peronismo revolucionario se distanciaron de la conducción montonera y surgió la JP Lealtad, también impulsada por el Padre Mugica.
En perspectiva histórica, el asesinato de Rucci parece marcar un cierre de la etapa de mayor crecimiento de Montoneros. Según el exdiputado nacional Julio Bárbaro: "Los Montoneros eligieron un símbolo de la lealtad a Perón y lo mataron para demostrar poder." Y concluye: "Los «montos» entran al peronismo matando a Aramburu y se van del peronismo asesinando a Rucci." Bárbaro afirma haber conocido personalmente a tres de los autores del asesinato.

### Adjudicación

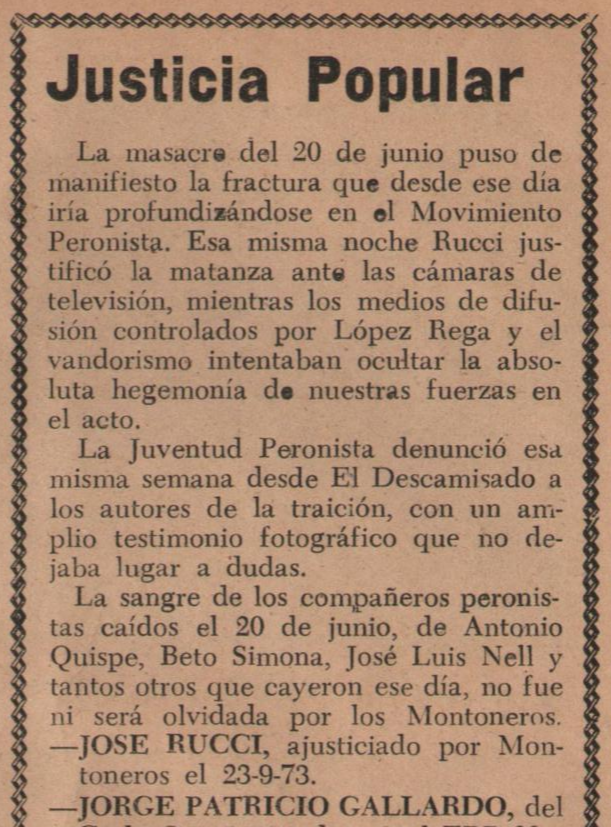
Facsímil del artículo titulado "Justicia popular", publicado en el órgano de prensa de Montoneros Evita Montonera, donde se atribuye el "ajusticiamiento" de Rucci (junio/julio 1975).

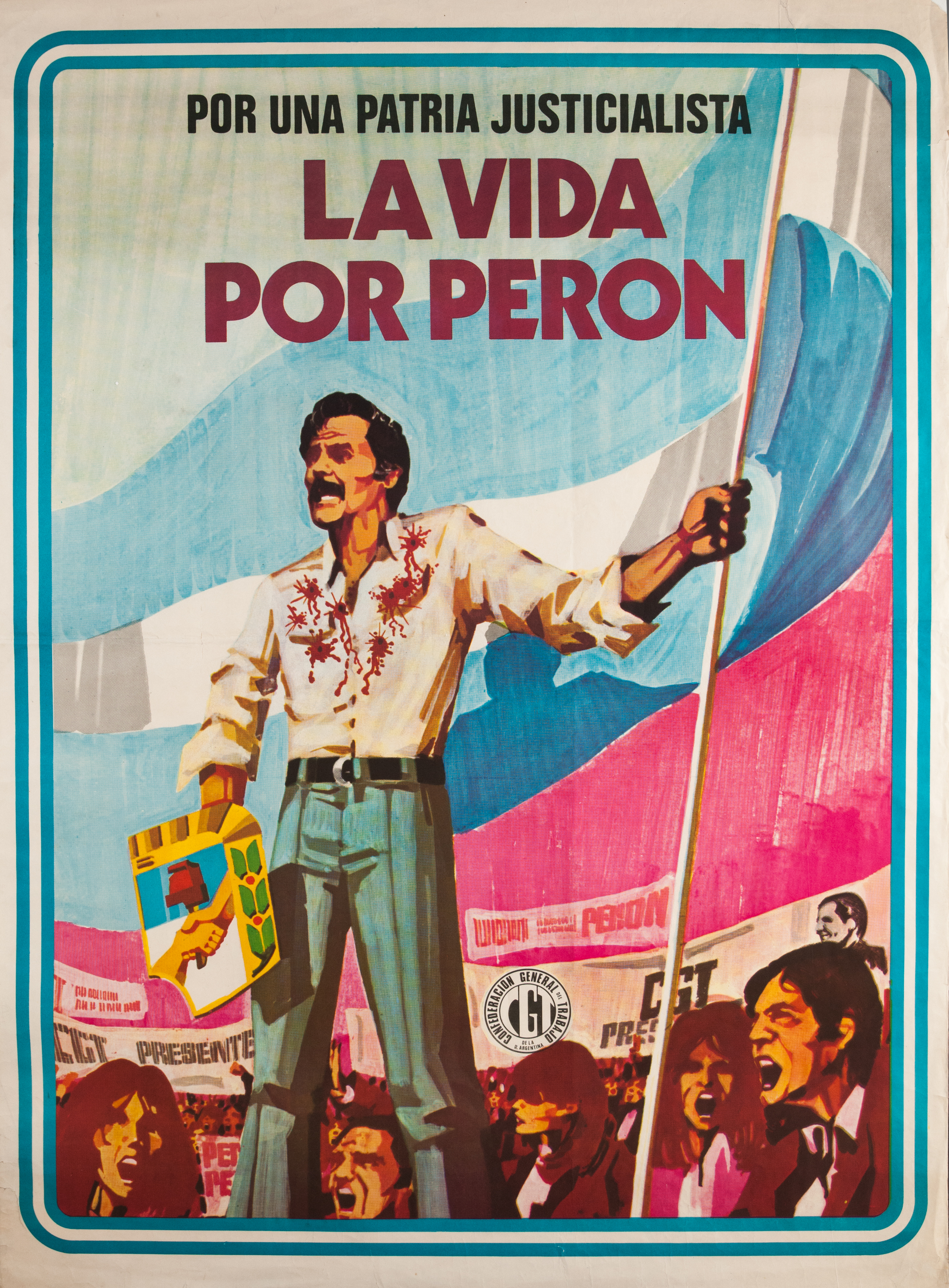
Afiche de la CGT La vida por Perón de 1974, en conmemoración del asesinato de Rucci.

La muerte de Rucci se produjo dos días después de las elecciones presidenciales de septiembre de 1973, en las que Perón se impuso por más de un 62 % de los votos. Fue asesinado por un comando pero ninguna organización se atribuyó el asesinato en ese momento y Montoneros, puntualmente, mantuvo silencio sobre el hecho, mientras que el ERP declaró expresamente que no lo habían hecho. Dos años después Montoneros se atribuyó explícitamente el crimen en la página 18 de su órgano oficial de prensa, la revista Evita Montonera n.º 5, donde en un artículo referido a la Masacre de Ezeiza y titulado "Justicia popular", incluye una lista de personas "ajusticiadas". La primera de ellas, textualmente dice: 

JOSE RUCCI, ajusticiado por Montoneros el 23-09-73.
"Justicia popular", Evita Montonera No. 5, pag. 18.

### Testimonios e investigaciones periodísticas
Según testimonio de José Amorín, uno de los fundadores de Montoneros:

Según Juan Gasparini, dentro del operativo participaron únicamente todos miembros de FAR, no había gente de Montoneros que sólo participó en la infraestructura del operativo pero no en lo material. (...) Este hecho fue un punto de inflexión importante pero la historia no termina con Rucci, continua después de su asesinato. La operación la decide únicamente Lino Roqué con su propia gente de FAR, al punto que el propio Hobert se entera por la radio y Juan Carlos Dante Gullo estaba con el propio Perón cuando le dan la noticia y cuenta que se quedó helado.(...) Lo cierto es que existía esta interna en Montoneros en plena fusión con las FAR, y este operativo lo hace Lino Roque para dar vuelta la controversia que existía dentro de la organización. Había un sector que entendía que con Perón no se iba al camino revolucionario y otros que sí. Era la disputa entre movimientistas versus foquistas, que en realidad no nace con este asesinato. Al calor de ese debate y después de Ezeiza es que se produce este asesinato.

Luego del asesinato de Rucci se consolidó el predominio político del sector militarista dentro de la conducción montonera, que sería integrada por ocho miembros. De ellos, cuatro (Mario Firmenich, Hobert, Perdía y Yager) provenían de Montoneros. Tres (Quieto, Roqué y Osatinsky), de Fuerzas Armadas Revolucionarias y, por último, Horacio Mendizábal, de Descamisados.
No existe confirmación de que “orgánicamente" la totalidad de la conducción haya autorizado la ejecución. Alicia Pierini, exmilitante de Montoneros y luego funcionaria, afirmó que la fusión de FAR y Montoneros (que se hizo pública el 12 de octubre, día de la asunción de Perón a la presidencia) no estaba concluida y no había una dirección conjunta para la fecha del asesinato: «Probablemente un comando ad hoc por la libre, dada la desorganización de la etapa, fue responsable del atentado. Sin embargo, una vez producido la Orga lo bancó por omisión y con costo político.» Pierini también afirma que la investigación del periodista Ceferino Reato, carece de rigor, y es una "atractiva novela".
En su libro, Militancia sin tiempo. Mi vida en el peronismo (Buenos Aires, Planeta, 2011, pág. 288); Antonio Cafiero recoge lo que escribió esos días de septiembre de 1973, a dos días del triunfo electoral de Perón a la presidencia: "Martes 25 al mediodía: José Ignacio Rucci asesinado. Un manto de tragedia y catástrofe oculta la alegría de la víspera. Y llegó el paro general, las amenazas de venganza, el cortejo fúnebre (...). Pienso en lo que Rucci me dijera una tarde en la CGT: ´Mi error fue no irme inmediatamente después del retorno´ (de Perón)".
De acuerdo a Ceferino Reato Roqué se habría instalado en un departamento de barrio de Floresta, Juan B. Justo 5781, a diez cuadras del domicilio de Rucci y habría mandado a traer al departamento las armas necesarias para el operativo: las habría llevado Gustavo Laffleur, camufladas como máquinas de coser Knittax y en un auto oficial del gobierno de la provincia de Buenos Aires, aunque esto no implica que dicho gobierno participara o estuviera en conocimiento de la acción o del uso del automóvil. Ha sido señalado que en Juan B. Justo 5781 no existía ni existe actualmente ningún edificio y en la nueva edición del libro Reato da su explicación al respecto.
Según Reato, Roqué convocó al equipo operativo, nueve combatientes, la mayoría provenientes de las FAR, si bien no había acuerdo general sobre la oportunidad ni la necesidad política del operativo. El "gordo" Fernando Saavedra habría sido designado inicialmente como jefe del mismo, las versiones mencionan que se oponía por razones políticas y una semana antes durante un entrenamiento se rompió un tobillo (supuestamente adrede para no participar).
Según otras fuentes, el atentado fue ejecutado por siete "oficiales" de la organización armada, entre los que se encontraban Eduardo Tomás Miguel Molinete (alias el “Gallego Guillermo”), Horacio Antonio Arrúe (“Pablo Cristiano”), hijo de un legislador justicialista, y Marcelo Daniel Kurlat, (“Monra”). Entre los participantes se encontraría también Mario Lorenzo Koncurat, casado con una hija de Paco Urondo, que más adelante participaría en la toma del Regimiento 29 de infantería en la provincia de Formosa. En los años siguientes, Roqué y Molinete murieron en enfrentamientos y Arrúe (que llegó a ser uno de los principales dirigentes montoneros en el país, hacia fines de 1976), Kurlat y Koncurat continúan desaparecidos.
En dos libros publicados en fecha reciente, dos principales dirigentes de Montoneros, Mario Firmenich y Roberto Perdía, niegan la autoría del hecho.
Mario Firmenich afirmó en una entrevista, que "no hubo jamás un comunicado de Montoneros diciendo: nosotros matamos a Rucci". Afirma que sí hubo la asunción de la responsabilidad política por parte de Montoneros y una "alegría exteriorizada masivamente" en la organización.
En 1997 Roberto Cirilo Perdía escribió: 

Las balas que segaron su vida pudieron haber partido desde diferentes trincheras. Pero la mayor parte de las miradas apuntaron hacia nosotros. Más allá de quien haya sido el ejecutor material de este hecho, nosotros pagamos su costo político (…) Desde todo punto de vista la muerte de Rucci favoreció el avance de las políticas opuestas a nosotros (…) La actividad paramilitar del Estado contra nosotros encontró una excusa para fortalecer su accionar.

## Reactivación de la causa
En octubre de 2008 se reactivó la investigación del asesinato de Rucci. El periodista Ceferino Reato presentó su libro Operación Traviata en la que sostiene que el hecho fue realizado por la organización Montoneros. Afirmó que entre las fuentes que confirman esa hipótesis se contó la de una persona, cuya identidad mantiene en reserva, que había tenido un alto cargo en esa organización y que, según la misma fuente, todavía se encuentran vivas dos de las personas que intervinieron en el hecho. Luego de aparecer el libro dos personas que en su momento pertenecieron a Montoneros, Alejandro Peyrou que fue también funcionario del gobernador bonaerense Oscar Bidegain y Emiliano Costa, que perteneció a la organización llamada Fuerzas Armadas Revolucionarias (FAR) que luego se fusionó con Montoneros admitieron públicamente la responsabilidad de dicha organización en el hecho, en tanto que Dante Gullo, que fue diputado nacional por el partido Frente para la Victoria y que fue el máximo dirigente de la Juventud Peronista en la década del 70 y miembro de la Tendencia Revolucionaria, culpó a la CIA y a un complot contra las democracias latinoamericanas y vinculó el hecho al golpe militar contra Salvador Allende ocurrido en Chile el 11 de septiembre de 1973 o sea 14 días antes del asesinato de Rucci.

## Indemnización abonada a la familia
El 1 de noviembre de 1999 el Estado argentino dispuso por decreto 2511/99 que se abonara a la familia de Rucci un resarcimiento de 224 mil dólares en bonos del Estado, considerando el hecho encuadrado en la ley 24.411 que habilitó el pago de indemnizaciones justamente a víctimas de "cualquier grupo paramilitar", si bien usualmente este último término identifica más el accionar de la Triple A que el de Montoneros. En el dictamen en que se fundamentó el decreto se expresa que "se trató de un atentado llevado a cabo por una organización de tipo militar, que actuó con impunidad, con uniformes iguales a los de la fuerza policial no siendo los hechos debidamente investigados en el momento oportuno".
En junio de 2009, un hijo de desaparecidos inició una acción legal por estafas a la familia Rucci. Según la denuncia cobraron la indemnización alegando que Rucci había sido asesinado por la Triple A o la dictadura, no por grupos civiles como Montoneros.

## Calificación del hecho
La reapertura de la investigación permitió que la familia Rucci reabriera el debate sobre los alcances de los crímenes de "lesa humanidad", imprescriptibles, y si estos pueden involucrar también a los cometidos por la guerrilla y no solo a cometidos desde el Estado.
Para sostener que el delito no prescribió los hijos de Rucci argumentan que "algunos de los asesinos pertenecían a Montoneros, y muchos integrantes de estos tenían a su vez cargos de diputados" y que además “hay algunas versiones sobre que (el crimen) fue apoyado por el gobernador de la provincia de Buenos Aires Oscar Bidegain (...) se dice que los automóviles con armas salieron de la gobernación”. Otro argumento adicional expresado por los Rucci son las versiones de que en la labor de inteligencia previa al hecho operarios pertenecientes a la empresa de teléfonos ENTel (que en ese momento era estatal) habrían intervenido en forma ilegal la línea de teléfono ubicada en el domicilio. Según Luis Moreno Ocampo, el asesinato de Rucci podría ser calificado como crimen de lesa humanidad. Ocampo agrega que "el Tratado de Roma no distingue quién cometió el crimen" y que "si se cometieron crímenes de lesa humanidad, no hay amnistía, indulto o prescripción que valga".
En una resolución difundida el 10 de agosto de 2012, el juez federal Ariel Lijo sostuvo lo contrario::

«Se logró descartar la participación de miembros de la denominada Triple A y, además, se estableció la posible responsabilidad de miembros de Montoneros en el homicidio del secretario general de la Confederación General del Trabajo.»

«Las evidentes deficiencias de las etapas iniciales de la investigación impidieron establecer la materialidad concreta del hecho.»

«La hipótesis de investigación en la cual el homicidio de José Ignacio Rucci fue llevado a cabo por miembros de la Organización Montoneros no cumple las propiedades de los delitos de 'lesa humanidad' y, por lo tanto, no puede quedar sujeto a la cláusula de imprescriptibilidad.»

Según el mismo, los indicios de la participación de Montoneros en el ataque a Rucci no alcanzan para llamarlos a prestar declaración indagatoria.

«Dicha verificación llevó a plantear la necesidad de profundizar la investigación ya sea para constatar o bien para descartar la hipótesis denominada 'Montoneros'; por lo que, en razón del lapso temporal que separó a esta investigación del hecho concreto –38 años– se evaluó si era válido continuar una investigación frente al posible obstáculo legal a la persecución penal de que la acción penal no se encuentre vigente.»

## El último mensaje
El día de su asesinato Rucci iba a leer por canal 13 de televisión un mensaje:

Ahora el fragor de las luchas ha pasado a convertirse en historia. La realidad de nuestros días es la unión, el trabajo y la paz. Por primera vez en 18 largos y sacrificados años se ha expresado sin limitación alguna, con absoluta soberanía, la voluntad popular. Ninguna sombra del pasado podrá interponerse ahora para que los argentinos marchemos unidos y solidarios, hasta la construcción de la Argentina potencia. Los trabajadores han contribuido al proceso de liberación y a la modificación de las estructuras caducas y la destrucción se ha operado no sólo en los aspectos materiales de lo que fuera una nación próspera y libre, sino en la conversión en una colonia empobrecida, dependiente, opresora e injusta.
Hubo un proceso distorsionador en el ámbito espiritual y cultural, cuyas consecuencias no han podido ser erradicadas del todo y aún las seguimos viviendo y soportando. Significa esto que a la recuperación plena del poder adquisitivo de los salarios, a la valorización del trabajo a la creación de nuevas riquezas, es necesario agregar la pacificación de los espíritus, requisito indispensable para encarar un proceso de reconstrucción y la reconquista de los valores nacionales, cuya vigencia absoluta asegurará la elección de los mejores caminos para arribar al objetivo común.
Sólo por ignorancia o mala fe se pueden exigir soluciones inmediatas para problemas que fueron profundizados durante tantos, años; no se puede apelar a la violencia rayana en lo criminal, en un clima de amplias libertades e igualdad de posibilidades; no se puede seguir abrigando ambiciones y privilegios, creando condiciones injustas, burlando las leyes, impidiendo o saboteando la consolidación de un proceso que ha sido aprobado por la mayoría del país.

Puede también escucharse una breve entrevista efectuada a Rucci ese mismo día.

## Consignas
En la edición de la revista El Descamisado del 31 de julio de 1973, se vinculaba a un custodio personal de Rucci en el asesinato de un militante de la Juventud Peronista en la ciudad de San Nicolás. En la misma revista se hace una fuerte crítica a la trayectoria sindical de Rucci y se le asigna también responsabilidad en el encubrimiento del asesinato de ese militante, Benito Spahn.
En el acto de Montoneros en la cancha de Atlanta, el 22 de agosto -a un año de la Masacre de Trelew-, se lanzaron duras consignas contra Rucci, acusándolo de "burócrata sindical", en un contexto donde se alentaba la conformación de la propia rama sindical; la "Juventud Trabajadora Peronista".
En el único acto público de la campaña a la presidencia de Perón, el 31 de agosto, se realizó un "desfile" de todo el activismo disponible, unas 400.000 personas que tardaron tres horas en pasar delante del balcón de la central obrera. Los organizadores del desfile consiguieron que la Tendencia —la mitad de los efectivos, en ese recuento— marchara al final, y convencieron a Perón de que se retirara "cansado" al llegar esa parte. Así que las estructuras de superficie de Montoneros desfilaron delante de un balcón ocupado solo por Isabel Perón, José López Rega, Raúl Lastiri, Otero, Lorenzo Miguel y Rucci, todos satisfechos con el desaire del general.
Una de las consignas de la UES, con la música del jingle del dentífrico Odol, decía

«Que lindos que son tus dientes»
le dijo Rucci a Perón.
Perón contestó sonriente:
«¡Ja, ja!, morirás como Vandor.»

Luego del asesinato, la militancia montonera coreaba

¡Rucci, traidor, 
saludos a Vandor!

En el ámbito sindical, aparecieron consignas relacionando a Rucci con la llamada "patria peronista" (por oposición a la "patria socialista" que invocaban los sectores del peronismo revolucionario) y con la violencia política:

¡Rucci, leal,
te vamos a vengar!

Vea vea vea,
qué cosa más bonita,
Rucci dio la vida
por la patria peronista.

Rucci por otra parte fue inspirador de una de las consignas más representativas de las luchas políticas de comienzos de la década de 1970:

¡Ni yanquis ni marxistas, peronistas!

## Homenajes a Rucci
En su homenaje llevan su nombre un barrio de la ciudad de Rosario, un barrio en la ciudad de Bahía Blanca, un barrio en la ciudad de General Pico (La Pampa), un barrio de edificios en Azul y otro de la de Córdoba, calles en los barrios de Villa Lugano de la ciudad de Buenos Aires (antiguo tramo de la actual Pilar); calles en la localidad de Isidro Casanova (Buenos Aires), Ciudadela (antiguo tramo de la actual Peribebuy) y en las localidades de Valentín Alsina y San Nicolás de los Arroyos, ambas de la provincia de Buenos Aires; calles en la localidad de Gualeguay, en la localidad de Gualeguaychú, en la provincia de Entre Ríos y en la localidad de San Lorenzo, provincia de Santa Fe.